# Liste der Biografien/Gen
Liste der Biografien |
Portal Biografien |
Personensuche
# |
A |
B |
C |
D |
E |
F |
G |
H |
I |
J |
K |
L |
M |
N |
O |
P |
Q |
R |
S |
T |
U |
V |
W |
X |
Y |
Z |
?
 
Ga |
Gb |
Gc |
Gd |
Ge |
Gf |
Gh |
Gi |
Gj |
Gk |
Gl |
Gm |
Gn |
Go |
Gp |
Gq |
Gr |
Gs |
Gu |
Gv |
Gw |
Gy |
Gz
 
Gea |
Geb |
Gec |
Ged |
Gee |
Gef |
Geg |
Geh |
Gei |
Gej |
Gek |
Gel |
Gem |
Gen |
Geo |
Gep |
Ger |
Ges |
Get |
Geu |
Gev |
Gew |
Gex |
Gey |
Gez
Die Liste der Biografien führt alle Personen auf, die in der deutschsprachigen Wikipedia einen Artikel haben. Dieses ist eine Teilliste mit 697 Einträgen von Personen, deren Namen mit den Buchstaben „Gen“ beginnt.

## Gen
- Gen, Getsu (* 1965), japanischer Schriftsteller

### Gena
- Gena, Siraj (* 1984), äthiopischer Marathonläufer
- Genabith, Josef van (* 1959), deutscher Computerlinguist und Hochschullehrer
- Genadiew, Chariton (1861–1914), bulgarischer Journalist und Übersetzer
- Genadiew, Nikola (1868–1923), bulgarischer Politiker und Ministerpräsident
- Genadij von Veles († 1876), bulgarischer Geistlicher, Metropolit von Veles der bulgarisch-orthodoxen Kirche
- Genahl, Anton (1927–1994), österreichischer Boxer
- Genahl, Fabian (1924–1978), österreichischer Boxer
- Genahl, Martin (* 1968), österreichischer Schriftsteller und Komponist
- Genähr, Ferdinand (1823–1864), deutscher evangelischer Missionar in China
- Genähr, Michael (* 1958), deutscher Comedian und Moderator
- Genaro Rubiolo, Cándido (1920–2004), argentinischer Geistlicher, katholischer Bischof
- Genaro, Bruno De (* 2003), argentinischer Hürdenläufer
- Genaro, Frankie (1901–1966), US-amerikanischer Boxer
- Genaro, Tony (1942–2014), US-amerikanischer Schauspieler
- Genasis, O. T. (* 1987), US-amerikanischer Rapper
- Genast, Anton (1763–1831), deutscher Schauspieler und Opernsänger (Tenor)
- Genast, Eduard (1797–1866), deutscher Opernsänger (Bass), Schauspieler, Komponist, Theaterdirektor und Regisseur
- Genast, Emilie (1833–1905), deutsche Sängerin (Mezzosopran)
- Genast, Wilhelm (1822–1887), deutscher Dichterjurist, MdR
- Genat, Uwe (* 1948), deutscher Fußballspieler
- Genau, Hans-Dieter (1951–1969), deutsches Todesopfer an der innerdeutschen Grenze
- Genauer, Emily (1911–2002), amerikanische Kunstkritikerin
- Genausch, Oliver (* 1991), deutscher Fußballspieler
- Genäuß, Carsta (* 1959), deutsche Kanutin
- Genaust, Bill (1906–1945), US-amerikanischer Marine und Kameramann im Zweiten Weltkrieg
- Genaux, Régis (1973–2008), belgischer Fußballspieler und -trainer
- Genaux, Vivica (* 1969), US-amerikanische Opernsängerin (Mezzosopran)
- Genazino, Wilhelm (1943–2018), deutscher SchriftstellerWilhelm Genazino (1943–2018)

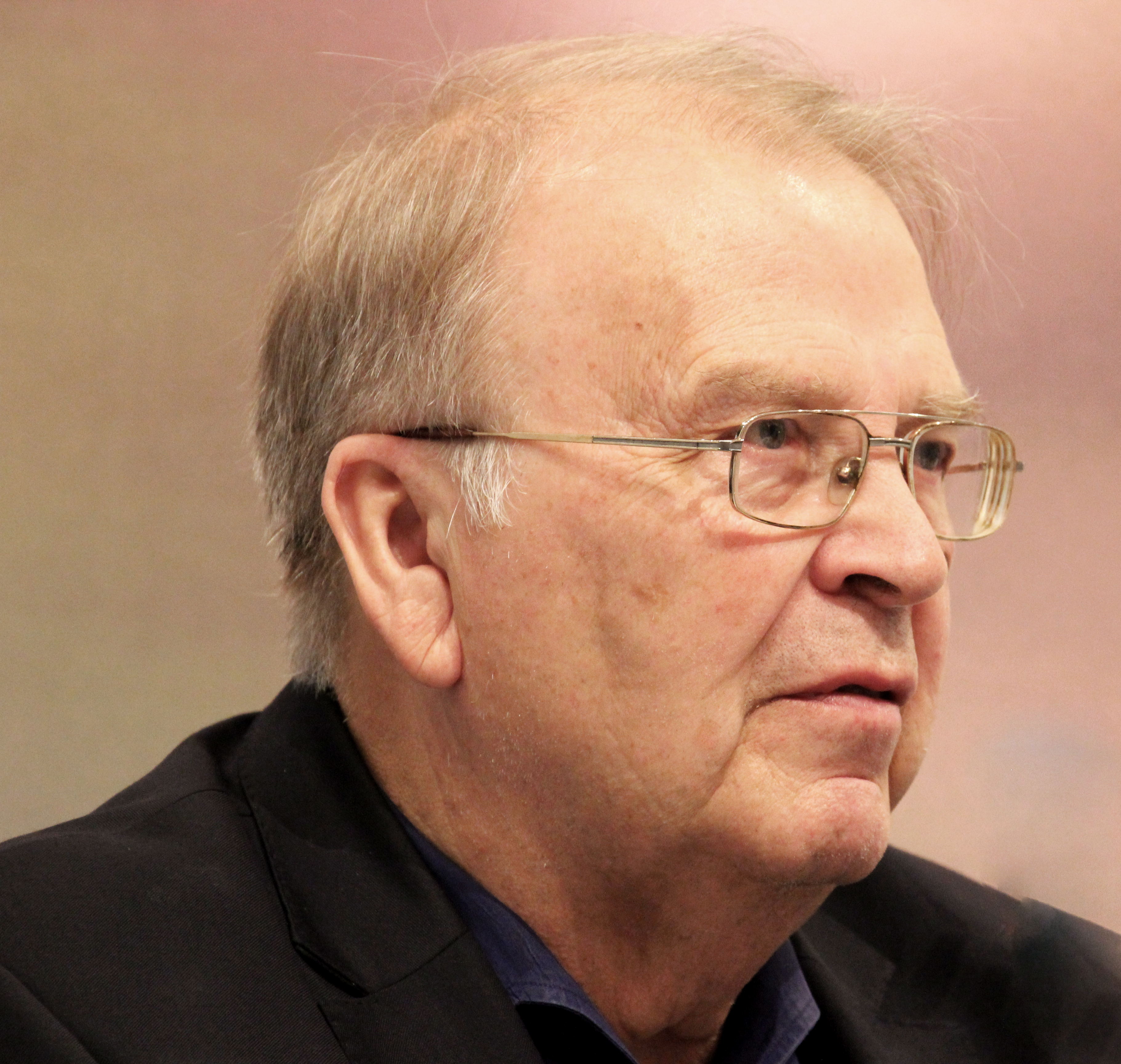
Wilhelm Genazino (1943–2018)

- Genazzi, Joël (* 1988), Schweizer Eishockeyspieler

### Genb
- Genba, Kōichirō (* 1964), japanischer Politiker
- Genberg, Hans (* 1948), schwedischer Wirtschaftswissenschaftler
- Genberg, Ia (* 1967), schwedische Autorin

### Genc
- Genç, Ahmet (* 1964), türkischer Fußballspieler, Fußballtrainer
- Genç, Berat (* 1993), türkischer Fußballspieler
- Genç, Fahrettin (* 1953), türkischer Fußballtrainer
- Genç, Kamer (1940–2016), türkischer PolitikerKamer Genç (1940–2016)

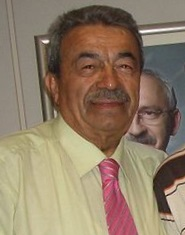
Kamer Genç (1940–2016)

- Genc, Laia (* 1978), deutsche Jazzpianistin
- Genç, Mevlüde (1943–2022), türkisch-deutsche Betroffene des Brandanschlags von Solingen
- Genç, Nurullah (* 1960), türkischer Ökonom und Dichter
- Genç, Selin (* 1994), türkische Schauspielerin
- Gençalp, Egemen (* 1987), türkischer Fußballspieler
- Gençalp, Necmi (* 1960), türkischer Ringer
- Gencan Akın, Filiz (* 1983), türkische Juristin und Politikerin, Oberbürgermeisterin der Stadt Edirne
- Gençay, Ali (1905–1957), türkischer Fußballspieler
- Gence, Durul (1940–2021), türkischer Jazzmusiker (Schlagzeug, Komposition)
- Gencebay, Orhan (* 1944), türkischer Musiker und Produzent
- Gencer, Göksel (1974–2019), türkischer Fußballspieler
- Gencer, Gültekin (* 1963), türkischer Geschäftsmann, Präsident des türkischen Sportvereins Antalyaspor
- Gençer, İlham (1922–2023), türkischer Jazzmusiker und Hörfunkmoderator
- Gencer, Leyla (1928–2008), türkische Opernsängerin (Sopran)
- Gençerler, Koray (* 1978), türkischer Fußballschiedsrichter
- Gençerler, Serkan (* 1978), türkischer Fußballschiedsrichter
- Genck, Jonathan (* 1986), deutscher Basketballspieler
- Gencler, Deniz (* 1988), deutscher Moderator
- Gençoğlu, Sıla (* 1980), türkische Popsängerin

### Gend
- Genda, Ambrose Patrick (1927–2002), sierra-leonisches Staatsoberhaupt, Militär und Diplomat
- Genda, Minoru (1904–1989), japanischer Luftwaffengeneral und PolitikerGenda Minoru (1904–1989)

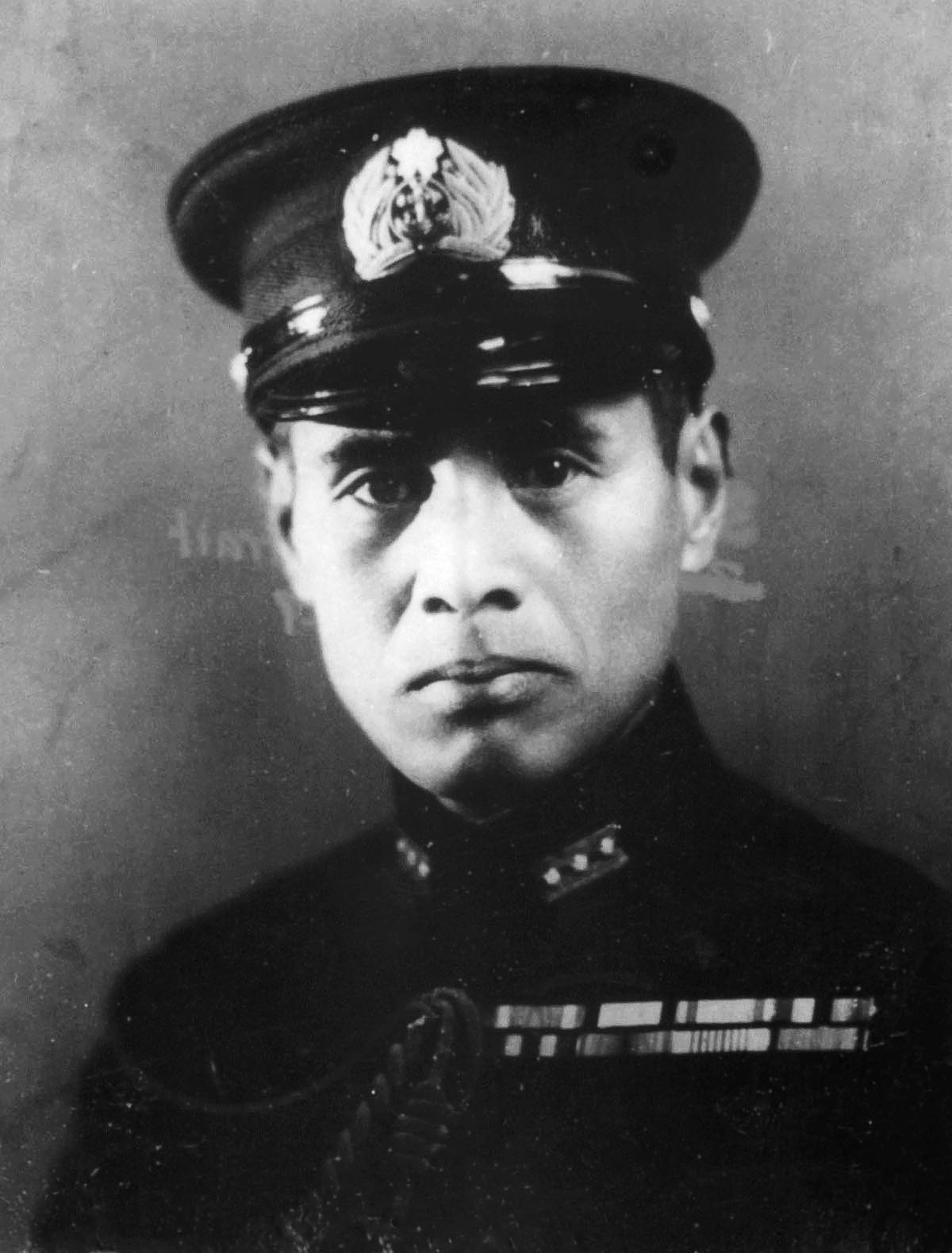
Genda Minoru (1904–1989)

- Genda, Paweł (* 1994), polnischer Handballspieler
- Gende, Allois (* 1952), namibischer Freiheitskämpfer und Politiker
- Gendebien, Alexandre (1789–1869), belgischer Staatsmann und Jurist
- Gendebien, Olivier (1924–1998), belgischer Automobilrennfahrer
- Gendel, Sam, US-amerikanischer Jazzmusiker (Stimme, Gitarre, Saxophone, Komposition) und Musikproduzent
- Genden, Peldschidiin (1892–1937), mongolischer Revolutionär und Staatsführer
- Genditzki, Manfred (* 1960), deutsches JustizopferManfred Genditzki (* 1960)

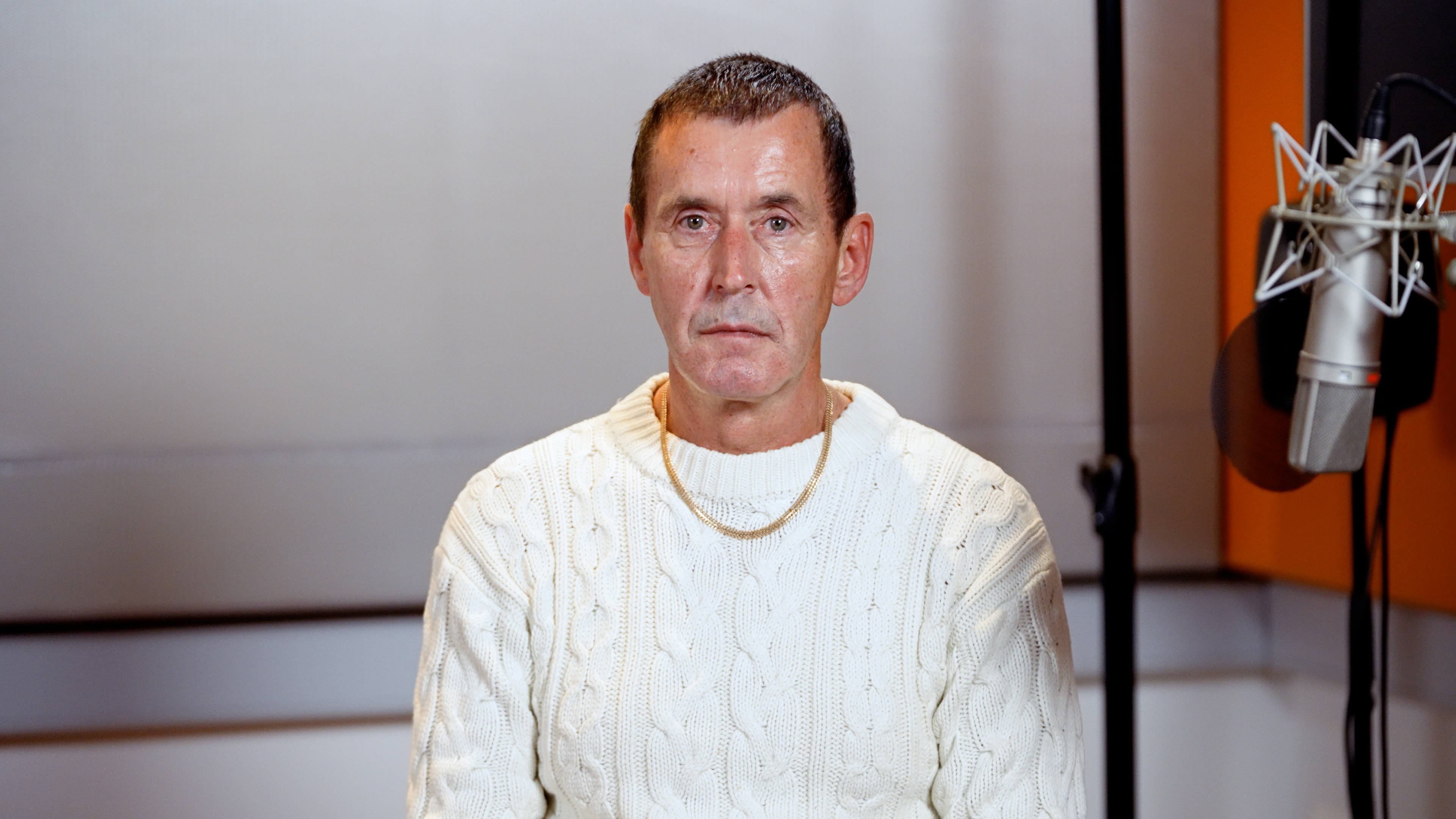
Manfred Genditzki (* 1960)

- Gendler, Arkady (1921–2017), ukrainischer Chansonnier, Komponist und Sammler
- Gendlin, Eugene T. (1926–2017), austroamerikanischer Philosoph, Psychologe und Psychotherapeut
- Gendolla, Guido H. E. (* 1967), deutsch-schweizerischer Psychologe und Professor
- Gendolla, Peter (* 1950), deutscher Literatur- und Medienwissenschaftler
- Gendorf, Christoph von (1497–1563), Bergbauunternehmer und Oberster böhmischer Berghauptmann
- Gendotti, Gabriele (* 1954), Schweizer Politiker
- Gendow, Wassil (1891–1970), bulgarischer Regisseur, Schauspieler und Drehbuchautor
- Gendre, Daniel (* 1946), Schweizer Fotograf
- Gendre, Frédéric (1819–1900), Schweizer Jurist und Politiker
- Gendre, Robert (1739–1812), Schweizer römisch-katholischer Geistlicher
- Gendreau, Michael (* 1961), US-amerikanischer Musiker und Komponist
- Gendreau, Pierre-Jean-Marie (1850–1935), französischer römisch-katholischer Ordensgeistlicher, Apostolischer Vikar von Hanoi
- Gendrey, Valentin (* 2000), französischer Fußballspieler
- Gendrich, Goede (1912–2000), deutscher Forstmann und Autor
- Gendries, Götz, deutscher Schauspieler
- Gendries, Klaus (1930–2023), deutscher Regisseur, Drehbuchautor und Schauspieler
- Gendron, Corinne (* 1968), kanadische Soziologin
- Gendron, François (* 1944), kanadischer Politiker, Präsident der Nationalversammlung von Québec
- Gendron, Jean-Guy (1934–2022), kanadischer Eishockeyspieler und -trainer
- Gendron, Lionel (* 1944), kanadischer Ordensgeistlicher, emeritierter römisch-katholischer Bischof von Saint-Jean-Longueuil
- Gendron, Marcel (* 1879), französischer Unternehmer und Autorennfahrer
- Gendron, Maurice (1920–1990), französischer Cellist und Dirigent
- Gendron, Odore Joseph (1921–2020), US-amerikanischer Geistlicher, römisch-katholischer Bischof von Manchester
- Gendron, Payton S., US-amerikanischer Amokläufer
- Gendron, Pierre (1896–1956), US-amerikanischer Stummfilmschauspieler und Drehbuchautor
- Gendron, Pierre (1916–1984), kanadischer Chemiker
- Gendron, Pierre (* 1952), kanadischer Filmproduzent
- Gendron, Sophie, kanadische Schauspielerin
- Gendt, Dirk-Jan van (* 1974), niederländischer Volleyballspieler
- Gendün Chökyi Nyima (* 1989), 11. Penchen LamaGendün Chökyi Nyima (* 1989)

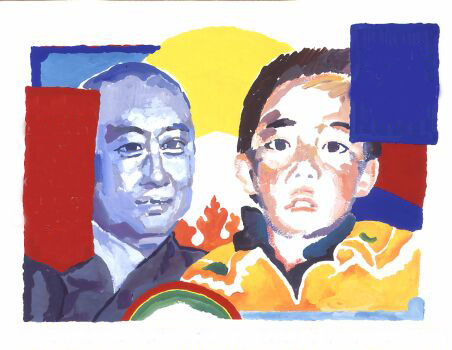
Gendün Chökyi Nyima (* 1989)

- Gendün Chöphel (1903–1951), tibetischer Mönch und Gelehrter
- Gendün Drub (1391–1475), erster Dalai Lama
- Gendün Gyatsho (1475–1542), zweiter Dalai Lama
- Gendün Rinchen (1926–1997), bhutanischer oberster geistlicher Würdenträger
- Gendün Rinpoche (1918–1997), tibetanischer Lama der Karma-Kagyü-Linie des tibetischen Buddhismus

### Gene
- Gené, Carl Ludwig (1820–1893), deutscher Maler
- Gené, Giuseppe (1800–1847), italienischer Naturwissenschaftler und Autor
- Gené, Jordi (* 1970), spanischer Automobilrennfahrer
- Gené, Marc (* 1974), spanischer Autorennfahrer
- Gène, Martial (* 1984), französischer Radrennfahrer
- Gène, Yohann (* 1981), französischer Radrennfahrer
- Genecand, Benoît (1964–2021), Schweizer Politiker
- Genechten, Edmond van (1903–1974), belgischer Missionar und Kunstmaler
- Genechten, Robert van (1895–1945), niederländisch-flämischer Jurist, Wirtschaftswissenschafter, Schriftsteller, Politiker und Unternehmer
- Genée, Adeline (1878–1970), dänische Ballett-Tänzerin
- Genee, Dagmar (* 1989), niederländische Wasserballspielerin
- Genée, Friedrich (1796–1856), deutscher Opernsänger (Bass) und -intendant
- Genée, Heidi (1938–2005), deutsche Filmregisseurin und Filmeditorin
- Genée, Ottilie (1834–1911), deutsche Theaterschauspielerin und Opernsängerin (Sopran)
- Genée, Richard (1823–1895), österreichischer Librettist, Bühnenautor und KomponistRichard Genée (1823–1895)

Richard Genée (1823–1895)

- Genée, Rudolph (1824–1914), deutscher Schriftsteller, Theaterhistoriker und Rezitator
- Geneen, Harold (1910–1997), US-amerikanischer Geschäftsmann
- Genefke, Inge (* 1938), dänische Neurologin und Aktivistin für die Unterstützung von Folteropfern
- Genefort, Laurent (* 1968), französischer Autor von Science-Fiction und Fantasy
- Genehr, Hans (1874–1924), deutscher Landschaftsmaler und Grafiker
- Geneleos, samisch-griechischer Bildhauer
- Genelli, Bonaventura (1798–1868), deutscher Maler und Grafiker
- Genelli, Camillo (1840–1867), deutscher Zeichner und Maler
- Genelli, Friedrich (1765–1793), deutscher Zeichner und Kupferstecher
- Genelli, Hans Christian (1763–1823), deutscher Architekt
- Genelli, Janus (1761–1813), Landschaftsmaler des Klassizismus
- Genelli, Joseph (1724–1792), deutscher Seidensticker, Zeichner und Maler
- Genena, Hisham, ägyptischer Richter
- Genenger, Martha (1911–1995), deutsche Schwimmerin
- Genepil (1905–1938), mongolische Königin, Ehefrau von Bogd Khan
- Genequand, Charles (1869–1950), Schweizer evangelischer Theologe und Hochschullehrer
- General Echo (1955–1980), jamaikanischer Deejay des Roots-Reggae
- General Levy (* 1971), britischer Ragga/Jungle-Sänger
- Generali, Luigi (1920–2005), Schweizer Politiker (FDP)
- Generali, Pietro (1773–1832), italienischer Komponist und Musikpädagoge
- Generali, Pietro (* 1958), italienischer Basketballspieler
- Generalić, Ivan (1914–1992), jugoslawischer Maler
- Generalow, Jegor Dmitrijewitsch (* 1993), russischer Fußballspieler
- Generanus, Petrus († 1584), deutsch-dänischer Pastor und Propst
- Generelo, David (* 1982), spanischer Fußballspieler
- Genereux, George (1935–1989), kanadischer Sportschütze
- Generidus, spätantiker weströmischer Heermeister
- Generotzky, Wilhelm (1906–1985), deutscher Kommunalpolitiker (SPD)
- Generous, Matt (* 1985), US-amerikanischer Eishockeyspieler
- Genersich, Christian, deutscher evangelischer Geistlicher und Heimatkundler
- Genersich, Johann (1761–1823), Theologe, Pädagoge und Historiker
- Génès, Henri (1919–2005), französischer Sänger und Schauspieler
- Genese, Robert William (1848–1928), irischer Mathematiker
- Genesis P-Orridge (1950–2020), britischer Performancekünstler, Musiker und AutorGenesis P-Orridge (1950–2020)

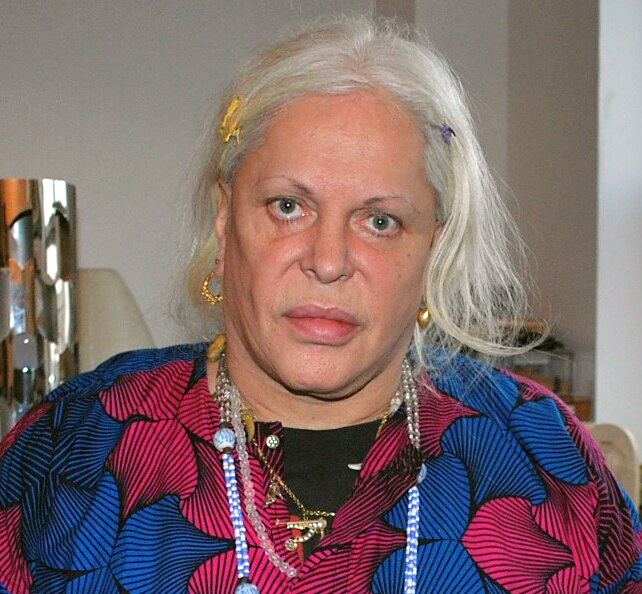
Genesis P-Orridge (1950–2020)

- Genesis, Mercy (* 1997), nigerianische Ringerin
- Genesis, René (1918–2016), deutscher Hörspielsprecher und Schauspieler
- Genesis, Tommy (* 1990), kanadische Rapperin
- Genesius von Arles, Märtyrer, Heiliger
- Genesius von Lyon, Abt und Bischof von Lyon
- Genesius von Rom, christlicher Märtyrer
- Genesse, Bryan, kanadischer Schauspieler und Kampfkunst-Choreograph
- Genest, Andrea (* 1970), deutsche Politikwissenschaftlerin, Leiterin der internationalen Gedenkstätte Ravensbrück
- Genest, Charles-Claude (1639–1719), französischer römisch-katholischer Geistlicher, Philosoph, Dramatiker und Mitglied der Académie française
- Genest, Christian (* 1957), kanadischer Mathematiker
- Genest, Corinna (1938–2023), deutsche Schauspielerin
- Genest, Émile (1921–2003), kanadischer Schauspieler und Komödiant
- Genest, Gudrun (1914–2013), deutsche Schauspielerin und Synchronsprecherin
- Genest, Jacques (1919–2018), kanadischer Mediziner
- Genest, Lauriane (* 1998), kanadische Bahnradsportlerin
- Genest, Rick (1985–2018), kanadisches Model und Performance-KünstlerRick Genest (1985–2018)

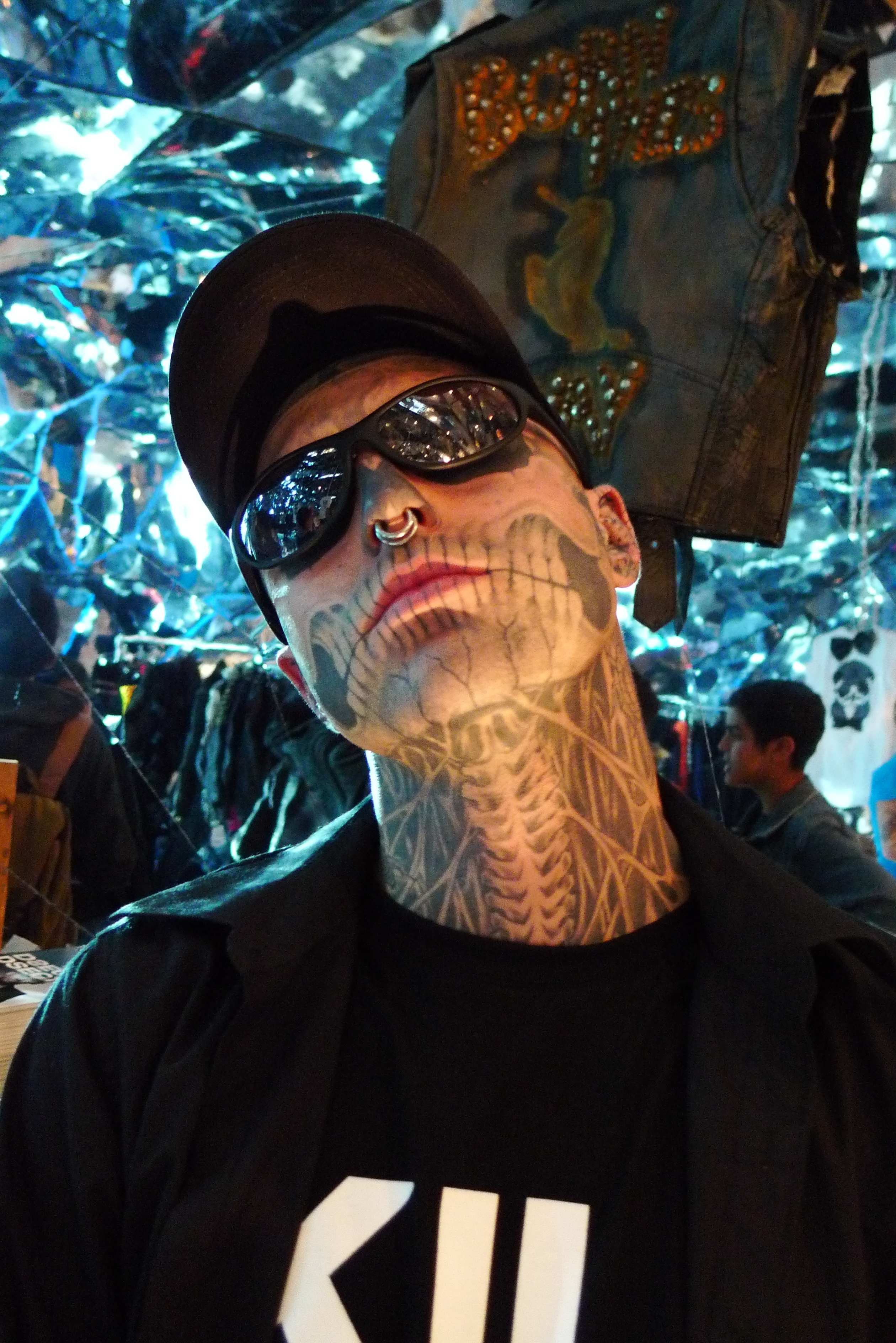
Rick Genest (1985–2018)

- Genest, Véronique (* 1956), französische Schauspielerin
- Genest, Werner (1850–1920), deutscher Ingenieur und Unternehmer
- Genest-Arndt, Elsa (1882–1956), deutsche Landschaftsmalerin
- Geneste, André (1930–2015), französischer Radrennfahrer
- Génestier, Alain, französischer Automobilrennfahrer
- Genet, Alexis (* 1982), französischer Fußballspieler
- Genêt, Edmond-Charles (1763–1834), französischer Diplomat
- Genet, Jean (1910–1986), französischer Romanautor, Dramatiker und PoetJean Genet (1910–1986)

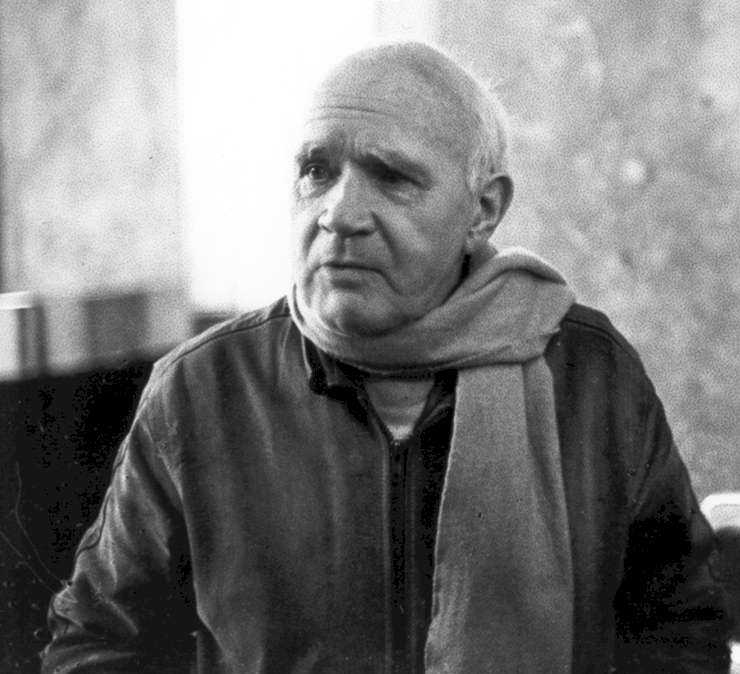
Jean Genet (1910–1986)

- Genet, Jean-Pierre (1940–2005), französischer Radrennfahrer
- Genêt, Manon (* 1989), französische Triathletin
- Genet, Ray (1931–1979), US-amerikanischer Bergsteiger
- Genetet, Anne (* 1963), französische Politikerin
- Geneti, Markos (* 1984), äthiopischer Langstreckenläufer
- Genette, Gérard (1930–2018), französischer Literaturwissenschaftler
- Généus, Jean Victor, haïtianischer Diplomat und Politiker
- Geneuss, Julia (* 1979), deutsche Rechtswissenschaftlerin und Hochschullehrerin
- Genevard, Annie (* 1956), französische Politikerin, Mitglied der Nationalversammlung
- Genevay, Paul (1939–2022), französischer Sprinter
- Genever, Peter (* 1973), englischer Squashspieler
- Genevičius, Algirdas (* 1952), litauischer Politiker, Vizeminister für Umwelt (seit 2014)
- Genevieve (1920–2004), französische Sängerin und Schauspielerin
- Geneville, Joan De (1286–1356), englische Adlige
- Genevoix, Maurice (1890–1980), französischer Schriftsteller
- Genew, Wiktor (* 1988), bulgarischer Fußballspieler
- Genewein, Curt M. (1921–1991), deutscher römisch-katholischer Prälat
- Genewein, Walter (1901–1974), österreichischer Fotograf und Buchhalter, Verwalter im Ghetto Litzmannstadt

### Genf
- Genfan, Vicki (* 1959), US-amerikanische Fingerstyle-Gitarristin, Komponistin und Sängerin

### Geng
- Geng Huichang (* 1951), chinesischer Politiker und Minister für Staatssicherheit der Volksrepublik China
- Geng Lijuan (* 1963), chinesische und kanadische Tischtennisspielerin
- Geng, Albert (* 1938), deutscher Autor, Heimatforscher und Träger der Bürgermedaille der Stadt Hersbruck
- Geng, Biao (1909–2000), chinesischer Politiker
- Geng, Min (* 1995), chinesische Mittelstreckenläuferin
- Geng, Norbert (* 1965), deutscher Jurist, Hochschullehrer und Politiker (PDV)
- Geng, Richard (* 1985), deutscher Radrennfahrer
- Genga, Bartolomeo († 1558), italienischer Maler, Architekt und Bildhauer
- Genga, Girolamo († 1551), italienischer Maler, Architekt und Bildhauer
- Genga, Simone (1530–1601), italienischer Militär-Ingenieur und Festungsarchitekt
- Gengarelli, Amerigo (* 1920), italienischer Kameramann
- Genge, Anthony (* 1952), kanadischer Komponist, Jazzpianist und -organist und Musikpädagoge
- Genge, Ellis (* 1995), englischer Rugbyspieler
- Genge, Hans-Joachim (* 1936), deutscher Katholischer Theologe und Bibliothekar
- Gengel, Florian (1834–1905), Schweizer Politiker (FDP), Redakteur und Unternehmer
- Gengel, Marek (* 1995), tschechischer Tennisspieler
- Gengembre Anderson, Sophie (1823–1903), französisch-britische Malerin
- Gengembre, Philippe (1764–1838), französischer Chemiker
- Gengenbach, Johann Heinrich († 1717), deutscher Baumeister und Architekt
- Gengenbach, Karl (1911–1944), deutscher Jurist, SS-Standartenführer, Amtsgruppenleiter im Reichssicherheitshauptamt
- Gengenbach, Pamphilus, Schweizer Buchdrucker und Buchhändler, Autor von Fastnachtsspielen
- Genger, Angela (* 1947), deutsche Historikerin
- Genghini, Aurelio (1907–2001), italienischer Marathonläufer
- Genghini, Benjamin (* 1985), französischer Fußballspieler
- Genghini, Bernard (* 1958), französischer FußballspielerBernard Genghini (* 1958)

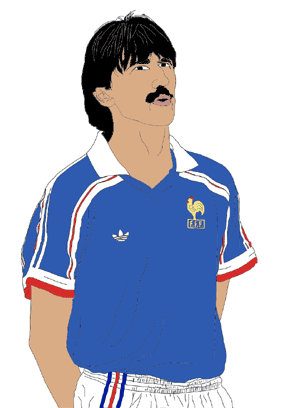
Bernard Genghini (* 1958)

- Gengler, Adam (1799–1866), deutscher römisch-katholischer Theologe, Geistlicher und Hochschullehrer
- Gengler, Heinrich Gottfried Philipp (1817–1901), deutscher Rechtshistoriker
- Gengler, Josef (1863–1931), deutscher Arzt und Ornithologe
- Gengler, Karl (1886–1974), deutscher Politiker (CDU), MdL und MdB
- Gengler, Ludwig Franz (1902–1946), deutscher nationalsozialistischer Publizist und Politiker (NSDAP)
- Gengnagel, Christoph (* 1965), deutscher Ingenieur und Hochschullehrer, Professor Konstruktives Entwerfen und Tragwerksplanung
- Gengnagel, Jörg, deutscher Indologe
- Gengnagel, Ludwig (1881–1964), deutscher Lehrer
- Gengnagel, Paul (1889–1978), deutscher Chorleiter, Musiklehrer und Kirchenmusiker
- Gengoro, Maria († 1620), japanische Märtyrerin und Selige
- Gengoro, Thomas († 1620), japanischer Märtyrer und Seliger
- Gengou, Octave (1875–1957), belgischer Bakteriologe

### Genh
- Genhart, Cécile Staub (1898–1983), US-amerikanische Pianistin und Musikpädagogin
- Genhart, Lukas (* 1996), Schweizer Unihockeyspieler

### Geni
- Geniani, Angelo (1802–1867), italienischer römisch-katholischer Geistlicher, Zisterzienser, Abt und Generalabt
- Genidounias, Konstantinos (* 1993), griechischer Wasserballspieler
- Genie (* 1957), US-amerikanisches Wolfskind
- Genieser, Kurt (1909–1970), deutscher Geologe
- Geniet, Rémi (* 1992), französischer Pianist
- Geniets, Kevin (* 1997), luxemburgischer Radsportler
- Geniez, Alexandre (* 1988), französischer Radrennfahrer
- Genijewa, Jekaterina Jurjewna (1946–2015), sowjetische bzw. russische Anglistin und Bibliothekarin
- Genik, Cyril (1857–1925), ukrainisch-kanadischer Integrations-Agent
- Genilke, Rainer (* 1968), deutscher Politiker (CDU), MdLRainer Genilke (* 1968)

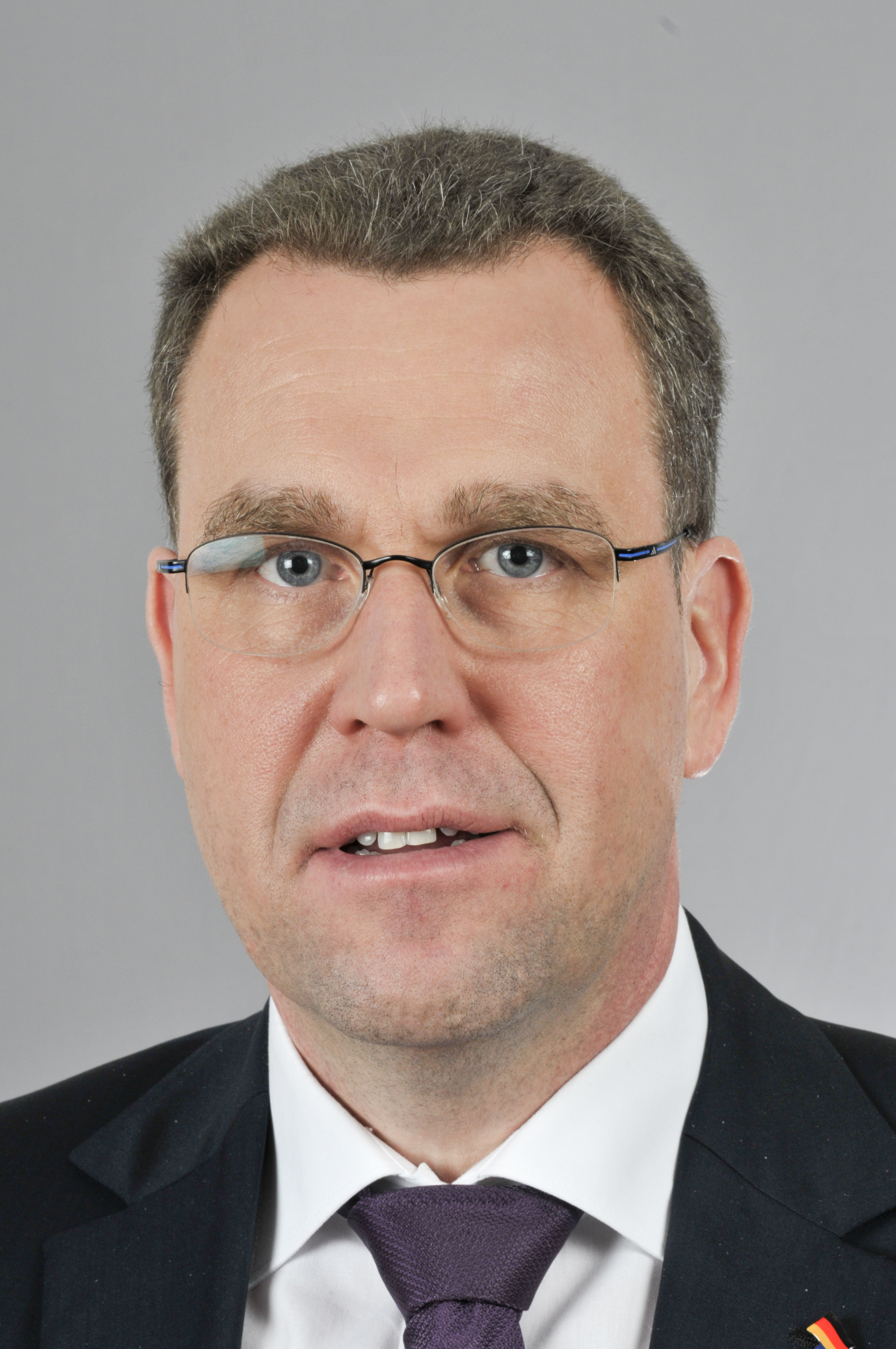
Rainer Genilke (* 1968)

- Génin, Arnaud (* 1989), französischer Badmintonspieler
- Génin, François (1803–1856), französischer Journalist und Romanist
- Genin, Michail (1927–2003), sowjetischer Schriftsteller, Satiriker und Humorist
- Génin, Paul-Agricole (1832–1903), französischer Flötist und Komponist
- Génin, René (1890–1967), französischer Film- und Theaterschauspieler
- Genin, René (* 1931), französischer Radrennfahrer
- Genin, Robert (1884–1941), Maler, Grafiker, Illustrator und Schriftsteller
- Genin, Salomea (* 1932), deutsch-australische Publizistin mit osteuropäisch-jüdischen WurzelnSalomea Genin (* 1932)

Salomea Genin (* 1932)

- Genin, Vladimir (* 1958), russisch-deutscher Komponist und Pianist
- Genina, Augusto (1892–1957), italienischer Filmregisseur und Drehbuchautor
- Geninasca, Jacques (1930–2010), Schweizer Linguist und Literaturwissenschaftler
- Genís Salas, Martina (* 2006), spanische Tennisspielerin
- Genişyürek, Şaban (* 1986), deutsch-türkischer Fußballspieler
- Genitempo, Maria Celeste (* 1974), US-amerikanische Schauspielerin und Model
- Genius, Anke (* 1964), deutsche Rundfunk-Moderatorin
- Geniušas, Lukas (* 1990), litauisch-russischer Pianist
- Geniušas, Petras (* 1961), litauischer Pianist, Musikpädagoge und Hochschullehrer
- Geniušienė, Emma (* 1938), litauische Sprachwissenschaftlerin
- Geniuz, Lou (* 1977), Schweizer Musiker, Rapper und Studioinhaber

### Genj
- Genjac, Jakub (1967–2020), bosnischer Basketballspieler
- Genjiro, Yeto (1867–1924), japanisch-amerikanischer Maler und Illustrator

### Genk
- Genk, Willem van (1927–2005), niederländischer Maler und Grafiker der Outsider Art
- Genke-Meller, Nina (1893–1954), sowjetisch-ukrainische Künstlerin der Avantgarde
- Genkel, Toby (* 1970), deutscher Regisseur für Animationsfilme
- Genki (1747–1797), japanischer Maler
- Genkinger, Fritz (1934–2017), deutscher Künstler
- Genkova, Petia (* 1973), bulgarische Psychologin, Kulturwissenschaftlerin und Hochschullehrerin
- Genkow, Zwetan (* 1984), bulgarischer Fußballspieler

### Genl
- Genlis, Félicité de (1746–1830), französische Hofdame und Schriftstellerin

### Genn
- Genn, Felix (* 1950), deutscher Geistlicher, emeritierter römisch-katholischer Bischof von MünsterFelix Genn (* 1950)

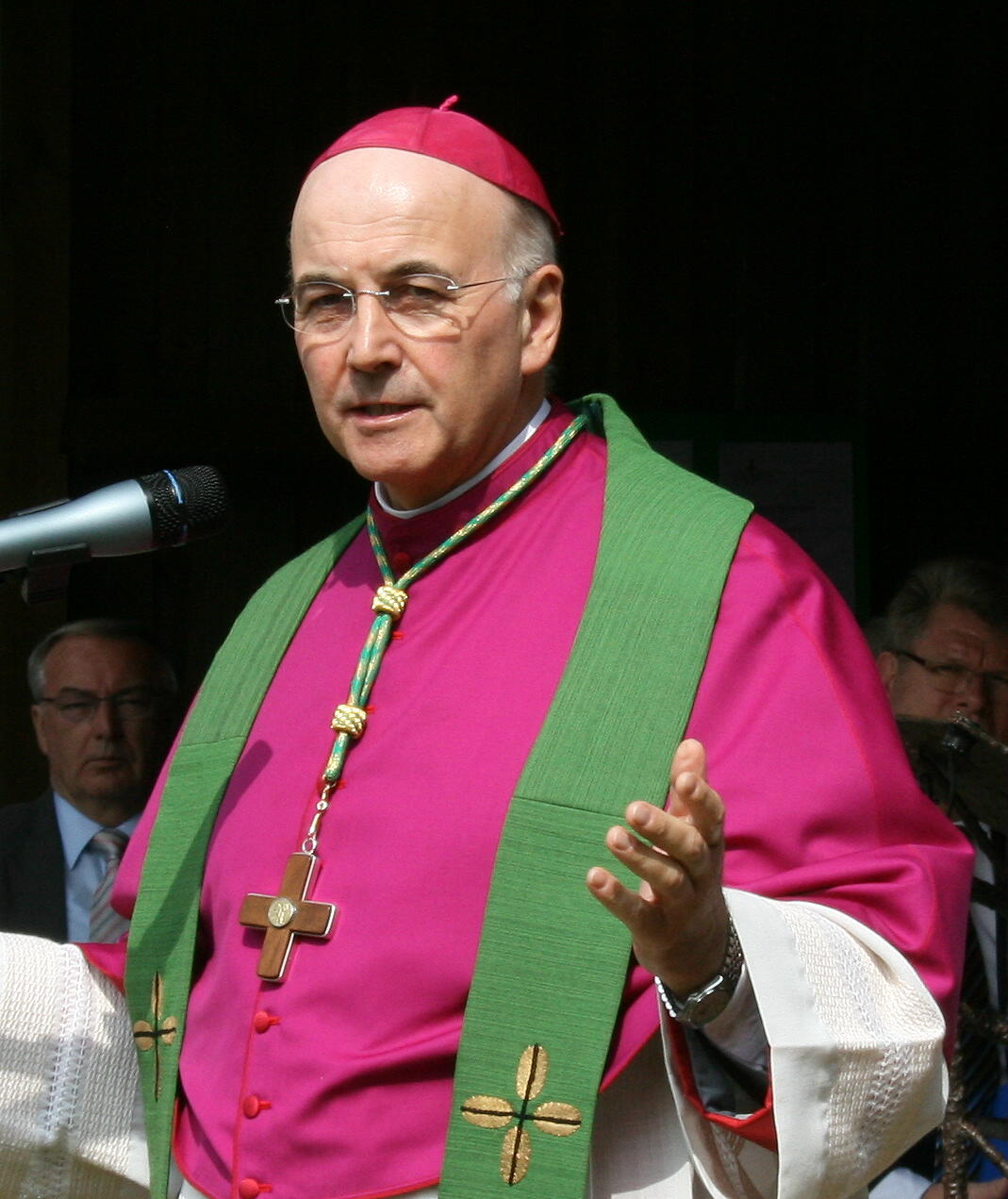
Felix Genn (* 1950)

- Genn, Leo (1905–1978), englischer Schauspieler und Barrister
- Gennaccaro, Angelo (* 1983), italienischer Politiker
- Gennadios († 665), byzantinischer Exarch von Karthago
- Gennadios I. († 471), Patriarch von Konstantinopel
- Gennadios, Georgios (1786–1854), griechischer Gelehrter
- Gennadius von Astorga, Bischof
- Gennadius von Marseille, christlicher Priester und Geschichtsschreiber
- Gennai, Mirko (* 2003), italienischer Motorradrennfahrer
- Gennangi, Joseph (1898–1981), syrischer Geistlicher, Bischof von Kamichlié
- Gennarelli, Amedeo (1881–1943), italienischer Bildhauer
- Gennari, Casimiro (1839–1914), italienischer Kardinal und Präfekt der Kongregation für den Klerus
- Gennari, Francesco (1750–1797), italienischer Anatom und Entdecker des Gennari-Streifens
- Gennari, Luciana (* 2002), argentinische Dreispringerin
- Gennari, Mario (* 1952), italienischer Pädagoge und Philosoph
- Gennari, Mirco (* 1966), san-marinesischer Fußballspieler
- Gennari, Paolo (1908–1968), italienischer Ruderer
- Gennaro, Antonio Maria de (1679–1744), italienisch-österreichischer Hofmedailleur und Direktor der königlich-kaiserlichen Graveurakademie in Wien
- Gennaro, Camilla (* 2003), italienische Tennisspielerin
- Gennaro, Céline De (* 1996), deutsche Schauspielerin und Synchronsprecherin
- Gennat, Ernst (1880–1939), deutscher KriminalpolizistErnst Gennat (1880–1939)

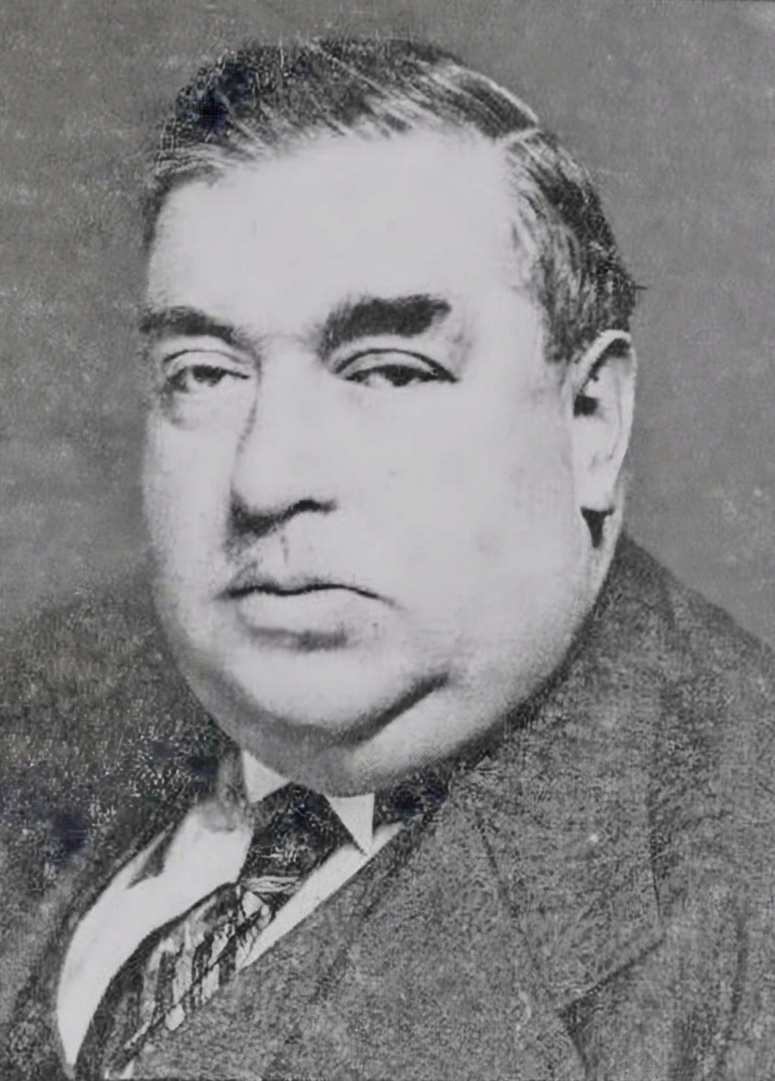
Ernst Gennat (1880–1939)

- Gennat, Georg (* 1856), deutscher Gefängnisdirektor
- Gennburg, Katalin (* 1984), deutsche Politikerin (Die Linke), MdB, MdA
- Gennep, Arnold van (1873–1957), französischer Ethnologe
- Gennep, Jasper von, deutscher Verleger und Buchdrucker
- Genner, Laurenz (1894–1962), österreichischer Politiker (SDAP, KPÖ), Landtagsabgeordneter, Abgeordneter zum Nationalrat
- Genner, Michael (* 1948), österreichischer Menschenrechtsaktivist und Autor, Obmann von Asyl in Not
- Genner, Ruth (* 1956), Schweizer Politikerin (GPS)
- Genner, Sarah, Schweizer Forscherin, Medienpsychologin, Digitalexpertin und Verwaltungsrätin
- Gennes, Heinrich (1871–1916), deutscher Verwaltungsjurist und Kreisrat des Kreises Offenbach
- Gennes, Otto (1874–1943), deutscher Genossenschaftsfunktionär
- Gennes, Pierre-Gilles de (1932–2007), französischer Physiker
- Gennez, Caroline (* 1975), belgische Politikerin und Parteivorsitzende
- Gennie, Donte (* 1983), US-amerikanischer Basketballspieler
- Gennikis, Konstantinos (* 2002), griechischer Kugelstoßer
- Gennimata, Fofi (1964–2021), griechische Politikerin
- Gennimatas, Georgios (* 1873), griechischer Leichtathlet
- Gennip, Karien van (* 1968), niederländische Wirtschaftsmanagerin und Politikerin (CDA), Abgeordnete, Staatssekretärin und Ministerin
- Gennip, Yvonne van (* 1964), niederländische Eisschnellläuferin
- Gennius Carfinianus, Marcus, römischer Kommandeur
- Gennobaudes (3. Jahrhundert), fränkischer Heerführer
- Gennobaudes (4. Jahrhundert), fränkischer Heerführer
- Gennrich, Friedrich (1883–1967), deutscher Romanist und Musikwissenschaftler
- Gennrich, Paul (1865–1946), protestantischer Geistlicher

### Geno
- Genocchi, Angelo (1817–1889), italienischer Mathematikhistoriker und Mathematiker
- Genockey, Liam (* 1948), irischer Fusionschlagzeuger
- Genoino, Arnaldo (1909–1982), italienischer Filmregisseur
- Genoíno, José (* 1946), brasilianischer Politiker
- Genoni, Leonardo (* 1987), Schweizer EishockeytorhüterLeonardo Genoni (* 1987)

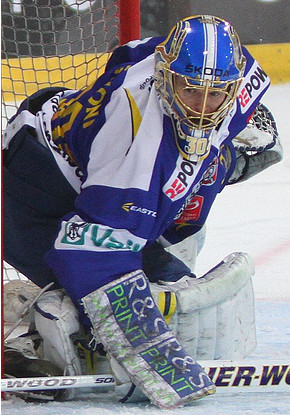
Leonardo Genoni (* 1987)

- Genoni, Michele (* 1957), Schweizer Herzchirurg
- Genoni, Rosa (1867–1954), italienische Modeschöpferin, Feministin und Pazifistin
- Genora, Giacomo (1656–1731), Schweizer römisch-katholischer Geistlicher und Heimatschriftsteller
- Genoud, Armand (* 1930), Schweizer Skilangläufer
- Genoud, Augustin (1885–1963), Schweizer Architekt
- Genoud, Bernard (1942–2010), Schweizer Theologe und Philosoph; Bischof von Lausanne, Genf und Freiburg
- Genoud, François (1915–1996), Schweizer Bankier und Helfer von NS-Verbrechern sowie arabischen Terroristen
- Genoud, Jean (1650–1693), katholischer Missionar in Südostasien
- Genoud, Moncef (* 1961), tunesisch-schweizerischer Jazzmusiker (Piano)
- Genouillac, Galiot de (1465–1546), französischer Adliger und Diplomat
- Genoux, Claire (* 1971), Schweizer Schriftstellerin
- Genov, Nikolai (* 1946), bulgarischer Soziologe
- Genova, Aglika (* 1971), bulgarische Pianistin
- Genova, Lisa (* 1970), US-amerikanische Neurowissenschaftlerin und Schriftstellerin
- Genova, Pamela A. (* 1961), amerikanische Romanistin
- Genovés y Lapetra, Tomás (1805–1861), spanischer Opern- und Zarzuelakomponist
- Génovès, André (1941–2012), französischer Filmproduzent
- Genovés, Juan (1930–2020), spanischer Maler und Grafiker
- Genovese, Bruna (* 1976), italienische Marathonläuferin
- Genovese, Debra (* 1955), US-amerikanische Rennrodlerin
- Genovese, Elaine (* 1991), maltesische Tennisspielerin
- Genovese, Kitty (1935–1964), US-amerikanisches Mordopfer
- Genovese, Leo (* 1979), argentinischer Jazzmusiker
- Genovese, Michael James (1919–2006), US-amerikanischer Mafioso
- Genovese, Mike (* 1942), US-amerikanischer Schauspieler
- Genovese, Vito (1897–1969), US-amerikanischer Mafioso, Pate einer Mafia-Familie in New YorkVito Genovese (1897–1969)

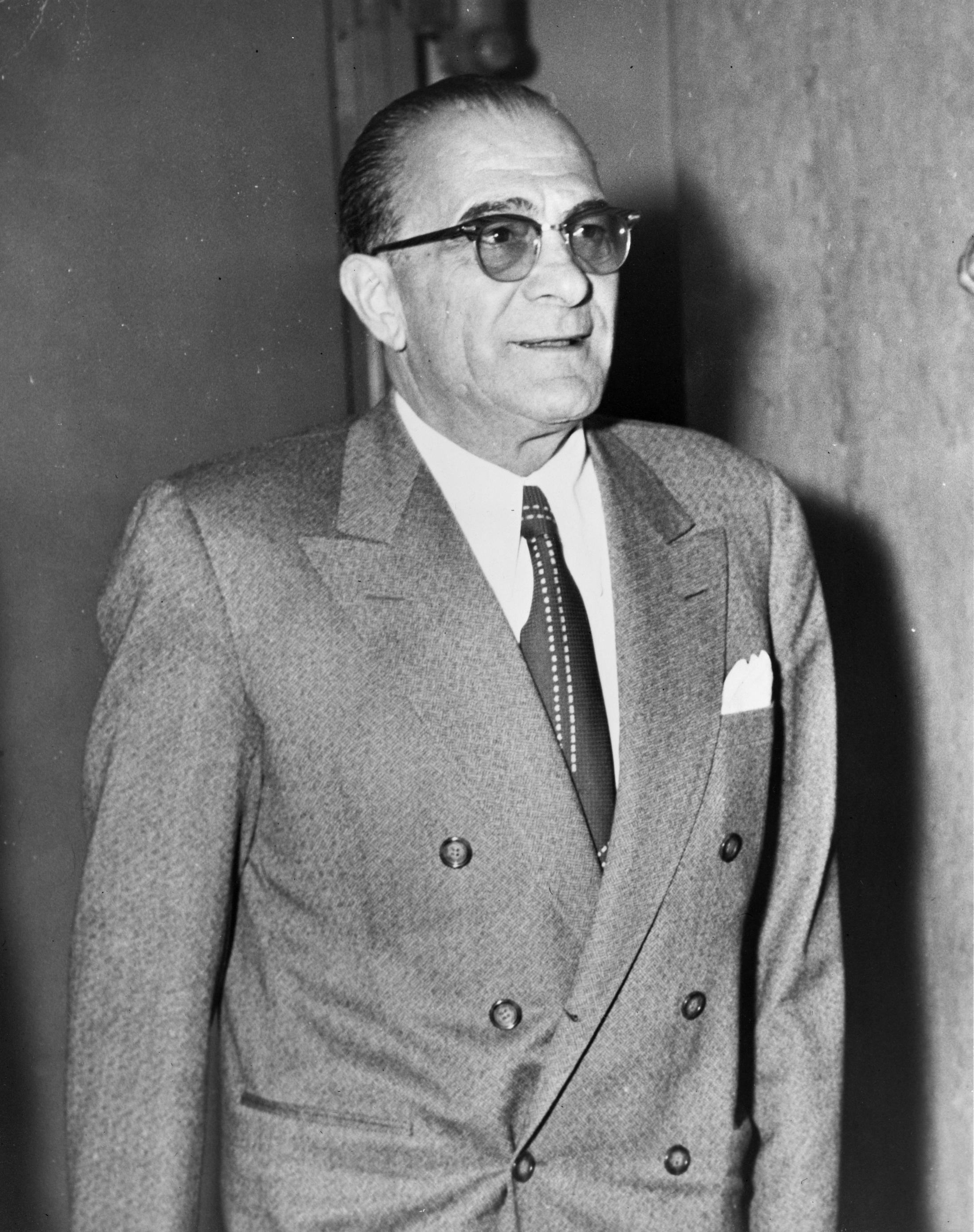
Vito Genovese (1897–1969)

- Genovesi, Antonio (1712–1769), italienischer Philosoph
- Genovesi, Domenico (1765–1835), italienischer Kurienerzbischof
- Genoveva von Brabant, Tochter eines Herzogs von Brabant
- Genoveva von Paris, Jungfrau, Heilige, Schutzpatronin der Stadt ParisGenoveva von Paris

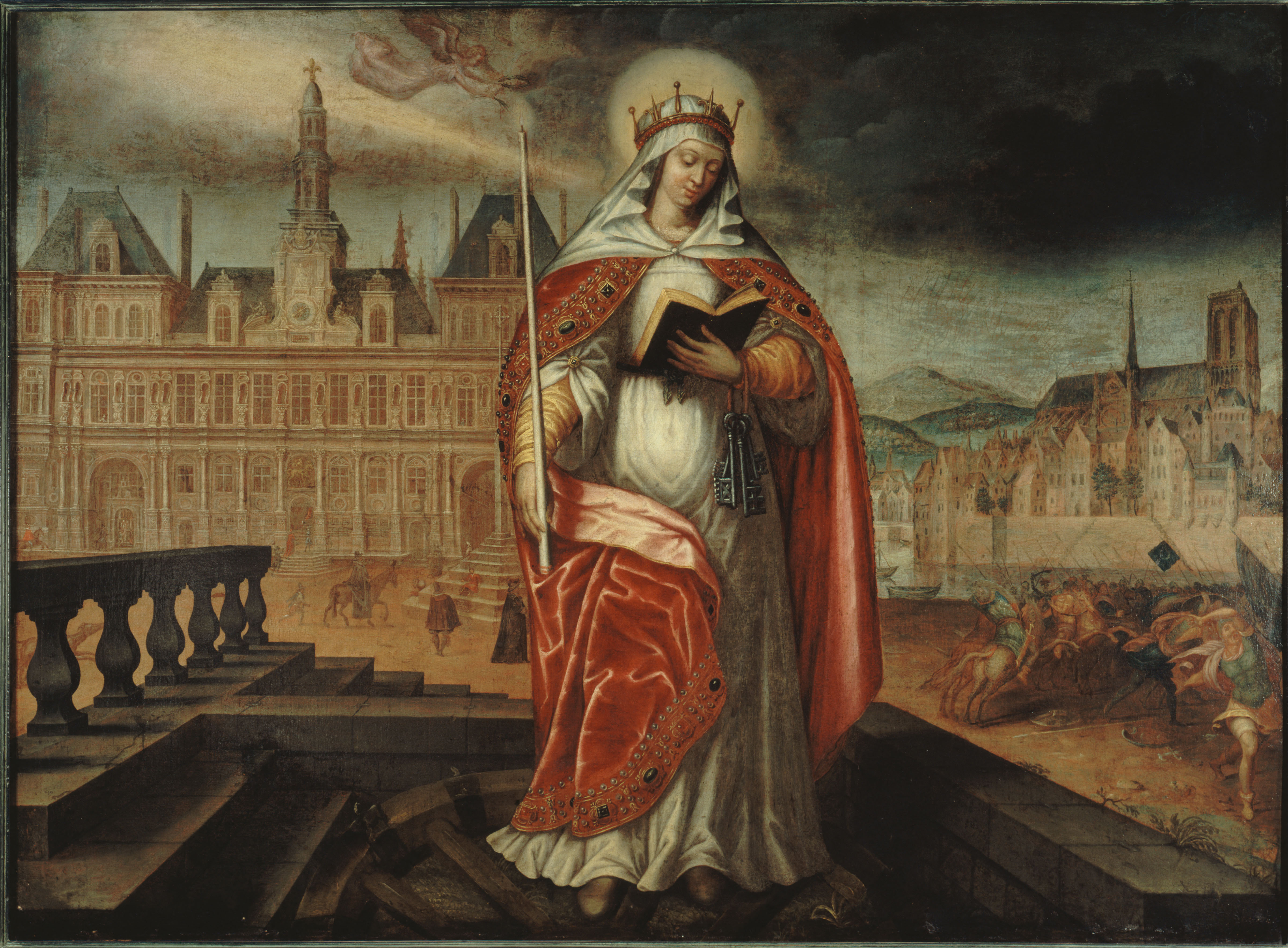
Genoveva von Paris

- Genow, Spas (* 1981), bulgarischer Boxer
- Genowa, Poli (* 1987), bulgarische Sängerin
- Genoway, Chay (* 1986), kanadischer Eishockeyspieler
- Genoway, Colby (* 1983), kanadischer Eishockeyspieler
- Genoways, Hugh H (* 1940), US-amerikanischer Mammaloge, Systembiologe und Hochschullehrer

### Genr
- Genreau, Denis (* 1999), australischer Fußballspieler
- Genreith, Carolin (* 1984), deutsche Regisseurin, Autorin und Produzentin von Dokumentarfilmen
- Genrich, Albert (1912–1996), deutscher Prähistoriker
- Genrich, Ax (* 1945), deutscher Gitarrist
- Genrich, Tatjana (* 1993), russisches Model
- Genro, Luciana (* 1971), brasilianische Politikerin (Partido Socialismo e Liberdade)

### Gens
- Gens Bournarel (1104–1127), französischer Eremit und Heiliger
- Gens, Antonio (* 1950), spanischer Geotechnik-Ingenieur und Hochschullehrer
- Gens, Jacob (1905–1943), litauischer Vorsitzender des Judenrats im Ghetto Wilna
- Gens, Josef (* 1943), deutscher Hobby-Archäologe und Entdecker des Poblicius-Grabmals in Köln
- Gens, Thomas (* 1970), deutscher Kommunalpolitiker (parteilos, früher CDU)
- Gens, Véronique (* 1966), französische Opernsängerin (Sopran)
- Gens, Xavier (* 1975), französischer Regisseur und Drehbuchautor
- Gensac, Claude (1927–2016), französische SchauspielerinClaude Gensac (1927–2016)

Claude Gensac (1927–2016)

- Gensana, Enric (1936–2005), spanischer Fußballspieler
- Gensane, Renaud (* 1988), madagassisch-französischer Jazzmusiker (Trompete, Flügelhorn)
- Gensbaur, Martin (* 1958), deutscher Maler, Kunst- und Museumspädagoge, Kunstdozent und Autor
- Gensberger, Oskar (1921–2010), deutscher Gewerkschafter
- Gensbichler, Bartl (* 1956), österreichischer Skirennläufer
- Génsbøl, Benny (1933–2005), dänischer Ornithologe und Autor
- Gensch von Breitenau, Christoph (1638–1732), deutscher Rechtsgelehrter, schleswig-holsteinischer Diplomat
- Gensch, Christoph (* 1978), deutscher Arzt und Politiker (CDU), MdL
- Gensch, Gerhard (* 1950), deutscher Publizist, Kommunikationswissenschaftler und Musikkurator
- Gensch, Gottfried (1936–2020), deutscher Verwaltungsrichter und Kommunalpolitiker
- Gensch, Oliver (* 1969), deutscher Fußballspieler
- Gensch, Ulrich (* 1944), deutscher Physiker
- Genschel, Dietrich (1934–2017), deutscher Generalmajor und Politologe
- Genschel, Helmut (* 1928), deutscher Historiker und Politikwissenschaftler
- Genschel, Mara (* 1982), deutsche Schriftstellerin und Lyrikerin
- Genschel, Rudolf (1891–1972), deutscher Biologe
- Genscher, Hans-Dietrich (1927–2016), deutscher Politiker (FDP), MdB, 1969–1974 Innenminister, 1974–1992 Außenminister der BRDHans-Dietrich Genscher (1927–2016)

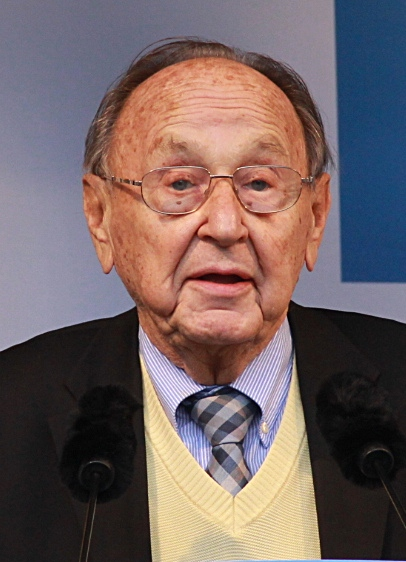
Hans-Dietrich Genscher (1927–2016)

- Genschick, Franz (* 1949), deutscher Fußballspieler
- Genschieder, Josef (1915–1943), österreichischer Radrennfahrer
- Genschow, Christian (1814–1891), deutscher Bildhauer
- Genschow, Fritz (1905–1977), deutscher Schauspieler, Filmregisseur und Filmproduzent
- Genschow, Georg (1828–1902), deutscher Landschaftsmaler
- Genschow, Marina (1950–1987), deutsche Schauspielerin und Synchronsprecherin
- Genschow, Rudolf (* 1925), deutscher Oberst im Ministerium für Staatssicherheit (MfS) der DDR
- Gense, Herbert (1904–1998), russischer Genetiker und Selektionsforscher
- Genseberger, Anton (* 1965), österreichischer Fußballspieler
- Gensecke, Franz, deutscher Politiker (LDPD)
- Gensecke, Katrin (* 1972), deutsche Politikerin (SPD), MdL
- Gensel, Constanze (* 1969), deutsche Eiskunstläuferin
- Gensel, Johann Adam (1677–1720), deutsch-ungarischer Mediziner, Leibarzt des Fürsten Esterhazy, Mitglied der Leopoldina
- Gensel, John (1917–1998), amerikanischer Geistlicher
- Gensel, Julius (1835–1916), deutscher Jurist und Politiker (NLP), MdR, Landtagsabgeordneter in Sachsen
- Gensel, Paul (1870–1936), deutscher Klassischer Philologe und Gymnasiallehrer
- Gensel, Raimund (1940–2002), deutscher Schauspieler
- Gensel, Walther (1870–1910), deutscher Kunsthistoriker
- Genser, Bernd (* 1946), österreichischer Ingenieur und Wirtschaftswissenschaftler
- Genser, Carl (1902–1976), deutscher Geologe, Radiologe, Chemiker und Balneologe
- Genser, Kurt (* 1944), österreichischer Provinzialrömischer Archäologe
- Genserowski, Richard (1875–1955), deutscher Kunstturner
- Gensert, Raphael (* 1979), deutscher Radiomoderator
- Gensheimer, Uwe (* 1986), deutscher HandballspielerUwe Gensheimer (* 1986)

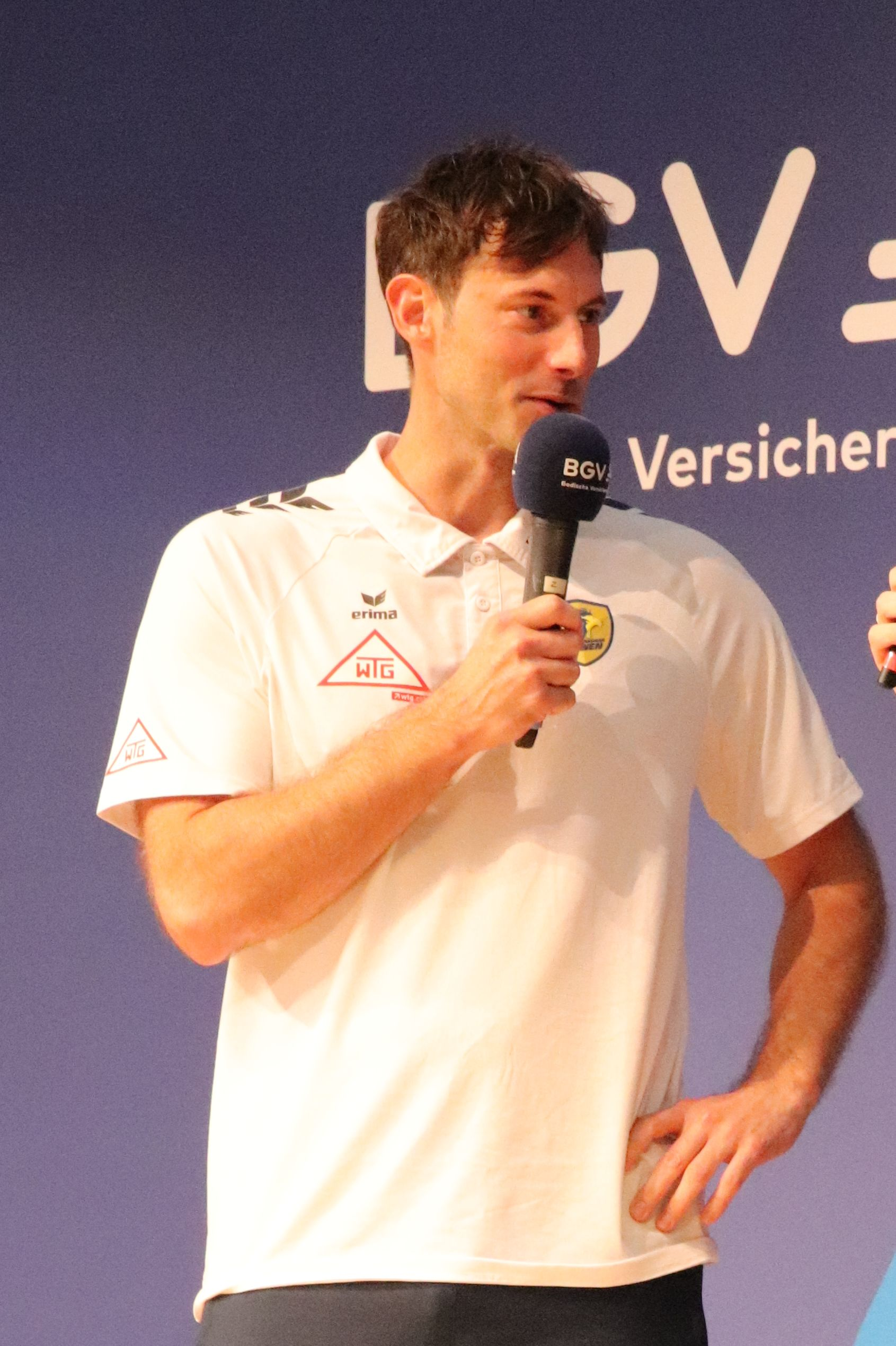
Uwe Gensheimer (* 1986)

- Genshō (680–748), 44. Tennō von Japan (715–724)
- Gensich, Siegfried (* 1957), deutscher Fußballspieler
- Gensichen, Friedrich Ludwig Alexander (1806–1840), deutscher Theaterschauspieler, Komiker und Sänger
- Gensichen, Hans-Peter (1943–2019), evangelischer Theologe mit dem Schwerpunkt ökologische Ethik
- Gensichen, Hans-Werner (1915–1999), deutscher Theologe, Missions- und Religionswissenschaftler, Professor für Religionsgeschichte und Missionswissenschaft an der Universität Heidelberg
- Gensichen, Jochen (* 1964), deutscher Mediziner und Wissenschaftler
- Gensichen, Johann Friedrich (1760–1807), Mathematiker
- Gensichen, Julius Eduard Ludwig (1797–1879), deutscher Jurist, Oberbürgermeister von Frankfurt (Oder) (1838–1850)
- Gensichen, Kunibert (1907–1991), deutscher Schauspieler und Theaterregisseur
- Gensichen, Martin (1842–1927), lutherischer Theologe
- Gensichen, Otto Franz (1847–1933), deutscher Schriftsteller, Dramatiker und Publizist
- Gensicke, Hellmuth (1917–2006), deutscher Archivar und Historiker
- Gensing, Patrick (* 1974), deutscher Nachrichtenredakteur und AutorPatrick Gensing (* 1974)

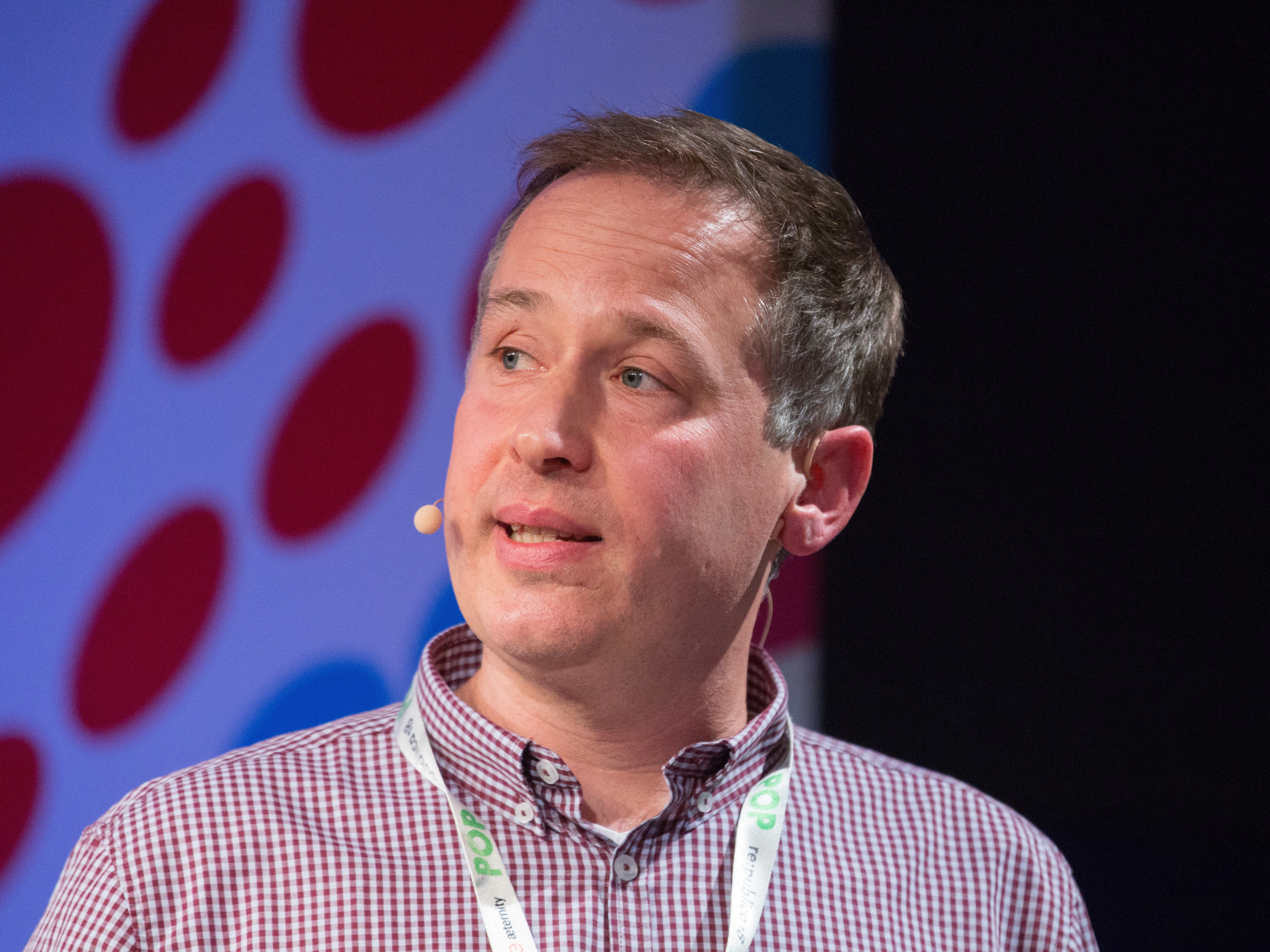
Patrick Gensing (* 1974)

- Gensior, Sabine (1945–2022), deutsche Soziologin
- Genske, Dieter (1949–2024), deutscher Sportjournalist
- Genske, Dieter D. (* 1956), deutscher Geologe, Bauingenieur und Hochschullehrer
- Genske, Johannes (1953–2013), deutscher Unternehmer und Psychiatrie-Aktivist
- Genske, Wilhelm (1885–1958), deutscher Ingenieur und Marineoffizier, zuletzt Konteradmiral der Kriegsmarine
- Gensler, Art (1935–2021), US-amerikanischer Architekt
- Gensler, Gary (* 1957), US-amerikanischer PolitikerGary Gensler (* 1957)

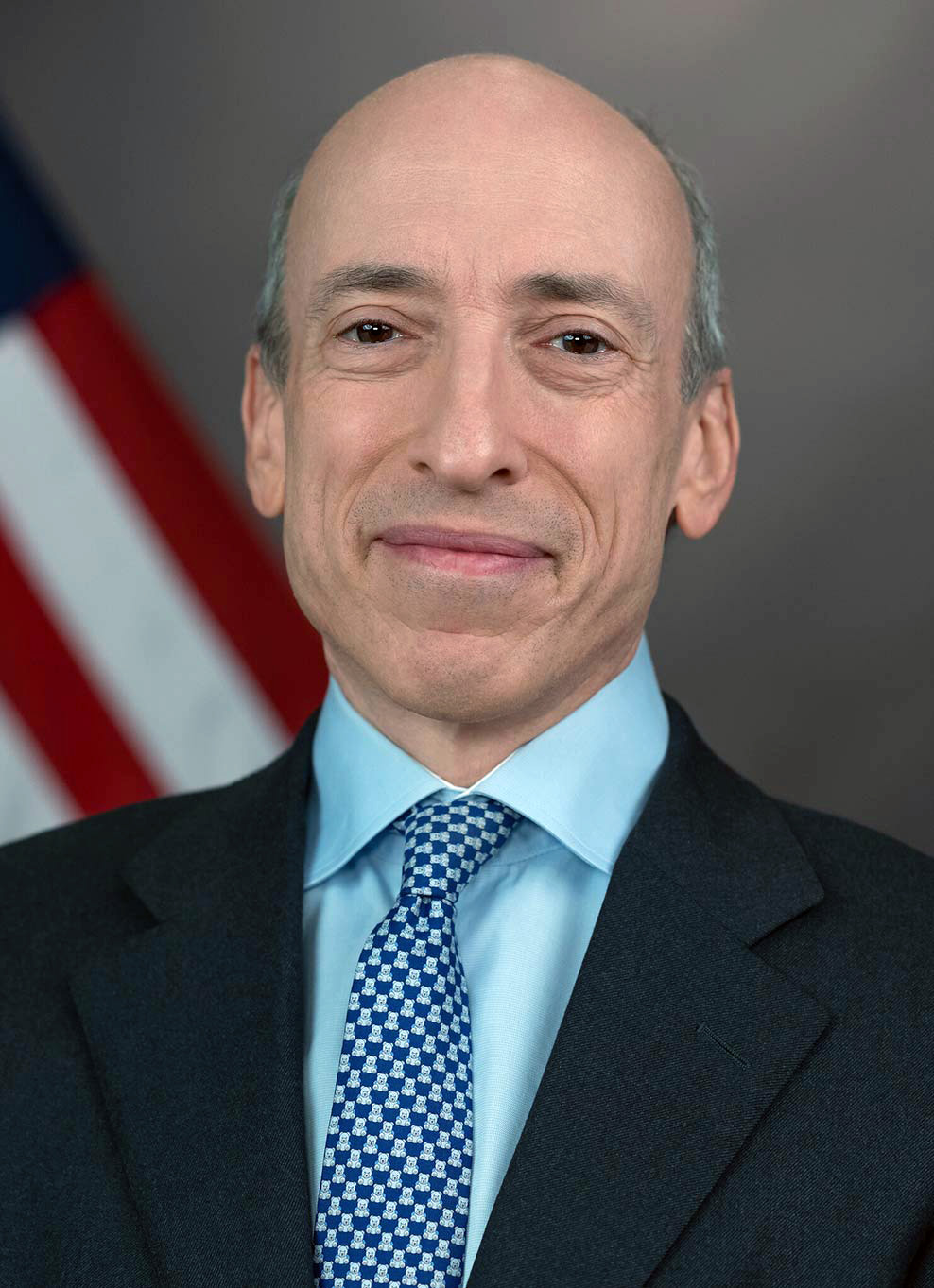
Gary Gensler (* 1957)

- Gensler, Günther (1803–1884), deutscher Maler, Radierer und Zeichner
- Gensler, Jacob (1808–1845), deutscher Maler
- Gensler, Johann Kaspar (1767–1821), deutscher Rechtswissenschaftler
- Gensler, Martin (1811–1881), deutscher Maler, Grafiker und Buchillustrator
- Gensman, L. M. (1878–1954), US-amerikanischer Politiker
- Gensoli, Maurice (1892–1973), französischer Keramiker
- Gensonné, Armand (1758–1793), französischer Politiker während der Französischen Revolution
- Gensoul, Marcel (1880–1973), französischer Admiral
- Gensous, Pierre (1925–2017), französischer Gewerkschafter und Politiker
- Gensreff, Abraham (1577–1637), lutherischer Theologe und Komponist
- Genss, Julius (1887–1957), estländischer Kunstsammler, Kunstkritiker und Mäzen
- Genss, Rainer, deutscher Solotänzer
- Genssane, Antoine de, französischer Bergbauingenieur und Geologe
- Gensse, Augustin (* 1983), französischer Tennisspieler
- Genßler, Johann Andreas (1748–1831), deutscher evangelischer Theologe und Historiker
- Genßler, Peter (* 1957), deutscher Maler, Grafiker und Bildhauer
- Genßler, Wilhelm August Friedrich (1793–1858), deutscher evangelischer Geistlicher

### Gent
- Gent (* 1994), deutscher Rapper kosovo-albanischer Herkunft
- Gent, Barthold van († 1650), Gesandter der Provinz Gelderland und Sprecher der niederländischen Vertretung beim Westfälischen Friedenskongress in Münster und Osnabrück
- Gent, Chris (* 1948), britischer Manager
- Gent, Hartwig (* 1949), deutscher Fußballspieler
- Gent, Hendrik van (1899–1947), niederländischer Astronom
- Gent, Robert von, Dekan von York, Lordkanzler und Siegelbewahrer von England
- Gent, Sadi, deutscher Rapper
- Gent, Sophie, australische Violinistin und Konzertmeisterin im Bereich historischen Aufführungspraxis
- Gent, Werner van (* 1953), niederländisch-schweizerischer Kriegsreporter und Publizist
- Genta, Gérald (1931–2011), Schweizer UhrendesignerGérald Genta (1931–2011)

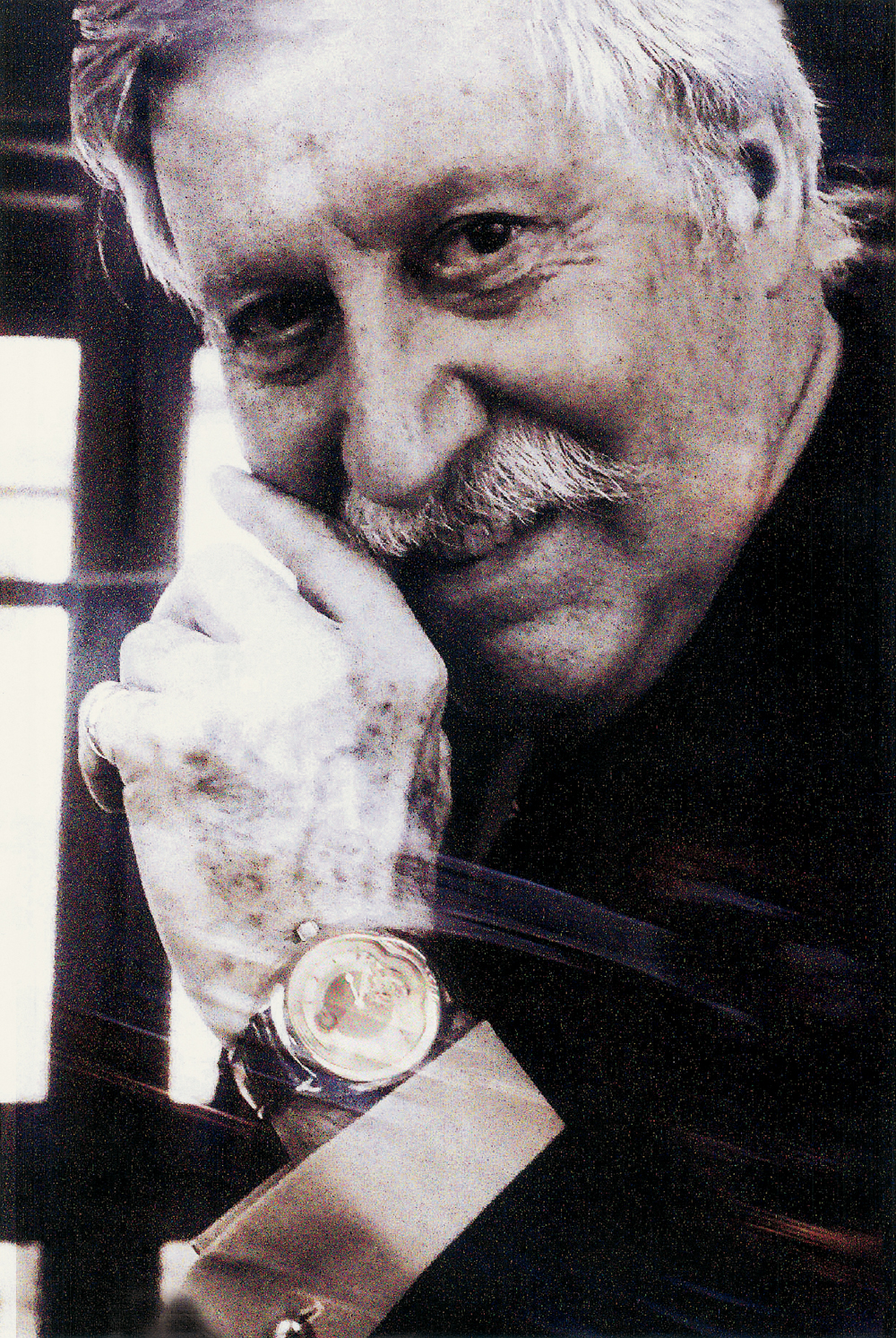
Gérald Genta (1931–2011)

- Genta, Mario (1912–1993), italienischer Fußballspieler und Fußballtrainer
- Genta, Renzo (* 1941), italienischer Drehbuchautor
- Genta, Virginia (* 1984), italienische Improvisationsmusikerin (Saxophone, weitere Instrumente)
- Gentara, Alexandra (* 1974), deutsche Unternehmerin, Verlegerin, Lektorin und Autorin
- Gente, Peter (1936–2014), deutscher Verleger
- Gentele, Siegfried (* 1952), deutscher Politiker (AfD, ALFA, Familien-Partei, DIE DIREKTE), MdL
- Gentemann, Mary Elaine (1909–2008), amerikanische Komponistin und Kirchenmusikerin
- Genten, Jean (1892–1944), belgischer römisch-katholischer Geistlicher und Märtyrer
- Gentenaar, Dennis (* 1975), niederländischer Fußballtorhüter
- Genter, Julie Anne (* 1979), neuseeländische Politikerin der Green Party of Aotearoa New Zealand
- Genter, Steven (* 1951), US-amerikanischer Schwimmer
- Gentes, Guntram (1948–2024), deutscher Fußballspieler und -trainer
- Gentgen, Hanns (1928–2006), deutscher Verwaltungswissenschaftler
- Gentges, Bernd (* 1943), belgischer Politiker und Vize-Ministerpräsident der Deutschsprachigen Gemeinschaft Belgiens
- Gentges, Frank (* 1965), deutscher Eishockeyspieler und -trainer
- Gentges, Marion (* 1971), deutsche Politikerin (CDU)Marion Gentges (* 1971)

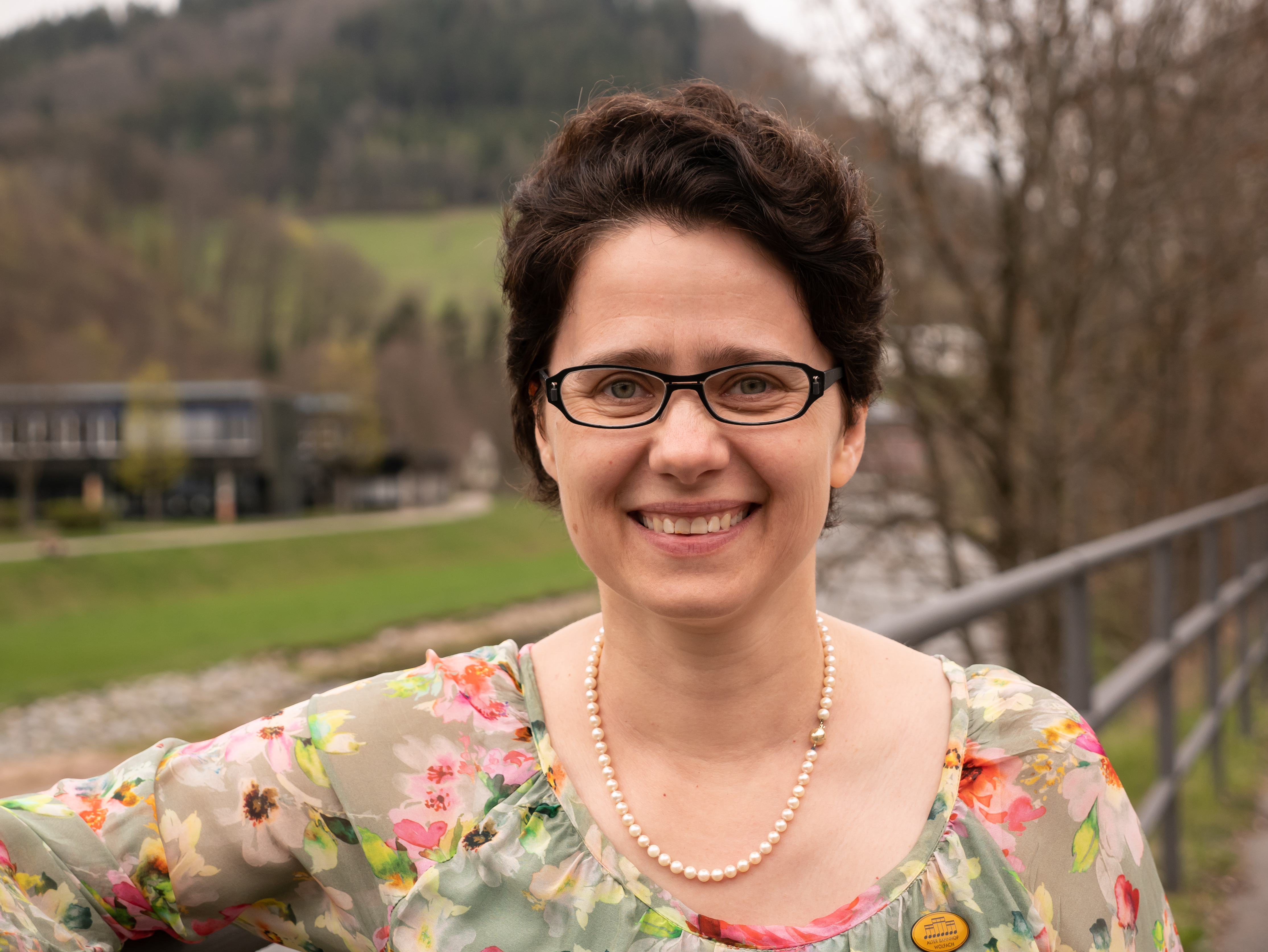
Marion Gentges (* 1971)

- Genth, Friedrich August (1820–1893), deutsch-amerikanischer Chemiker und Mineraloge
- Genth, Hermann (1901–1944), deutscher SA-Brigadeführer
- Genth, Ulrich (* 1971), deutscher Künstler
- Genth, Wilhelm (1803–1844), deutscher Jurist und Gelegenheitsschriftsteller
- Genth, Wilhelm (1894–1964), deutscher SS-Unterscharführer
- Genthe, Alfred (1882–1943), deutscher Chemiker
- Genthe, Arnold (1869–1942), deutsch-US-amerikanischer Fotograf
- Genthe, Friedrich Wilhelm (1805–1866), deutscher Schriftsteller und Hochschullehrer
- Genthe, Hans Jochen (1927–2020), deutscher evangelischer Theologe und Autor
- Genthe, Hermann (1838–1886), deutscher Klassischer Philologe, Prähistoriker und Gymnasialdirektor
- Genthe, Julie (1869–1938), deutsche Bildhauerin und Medailleurin
- Genthe, Marco (* 1967), deutscher Politiker (FDP), MdL
- Genthe, Selma (1877–1939), deutsche Fotografin und Fach-Schriftstellerin
- Genthe, Siegfried (1870–1904), deutscher Journalist und Reiseschriftsteller
- Genthios, König von IllyrienGenthios

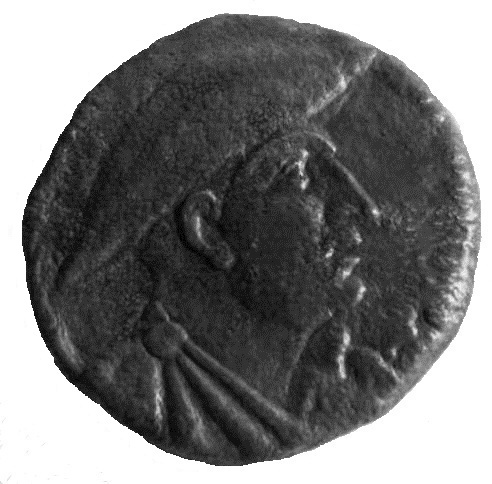
Genthios

- Gentico, José Antonio (1931–2007), argentinischer Geistlicher, Weihbischof in Buenos Aires
- Gentikow, Barbara (1944–2014), deutsche Skandinavistin und Medienwissenschaftlerin
- Gentil, Anton (1867–1951), deutscher Maschinenbau-Unternehmer und Kunstsammler
- Gentil, Émile (1866–1914), französischer Kolonialist und Militär
- Gentil, Ivan (* 1972), französischer Mathematiker
- Gentil, Otto (1892–1969), deutscher Bildhauer und Maler
- Gentil, Pascal (* 1973), französischer Taekwondoin
- Gentil, Pierre-Alain (1952–2008), Schweizer Politiker (SP)
- Gentile da Fabriano († 1427), italienischer Maler
- Gentile da Foligno († 1348), italienischer Arzt, Mediziner und Naturphilosoph
- Gentile Portino da Montefiore († 1312), italienischer Kardinal
- Gentile, Alessandro (* 1992), italienischer Basketballspieler
- Gentile, Carlo (* 1960), italienischer Neuzeithistoriker
- Gentile, Claudio (* 1953), italienischer Fußballspieler und -trainerClaudio Gentile (* 1953)

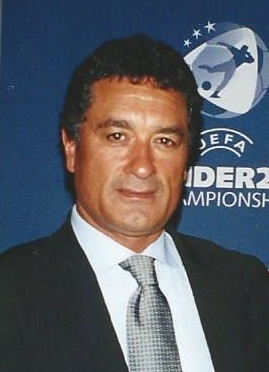
Claudio Gentile (* 1953)

- Gentile, Elena (* 1953), italienische Politikerin
- Gentile, Emilio (* 1946), italienischer Historiker und Faschismusforscher
- Gentile, Fedele (1908–1993), italienischer Schauspieler
- Gentile, Ferdinando (* 1967), italienischer Basketballspieler und -trainer
- Gentile, Franco (* 1997), uruguayischer Fußballspieler
- Gentile, Giacomo Filippo (1809–1875), italienischer Geistlicher und Bischof von Novara
- Gentile, Giovanni, italienischer Komponist und Musiklehrer
- Gentile, Giovanni (1875–1944), italienischer Philosoph, Kulturmanager und Politiker
- Gentile, Giovanni (1906–1942), italienischer Physiker
- Gentile, Giovanni Valentino († 1566), italienischer Humanist und Vertreter des reformatorischen Antitrinitarismus
- Gentile, Giuseppe (1879–1955), italienischer Diplomat und Politiker, Abgeordneter und Senator
- Gentile, Giuseppe (* 1943), italienischer Leichtathlet
- Gentile, Kate, US-amerikanische Jazzmusikerin (Schlagzeug, Perkussion, Vibraphon)
- Gentile, Marino (1906–1991), italienischer Philosoph und Pädagoge
- Gentile, Michel, US-amerikanischer Jazzmusiker (Flöte)
- Gentile, Noemi (* 2000), deutsche Fußballspielerin
- Gentile, Stefano (* 1989), italienischer Basketballspieler
- Gentile, Troy (* 1993), US-amerikanischer Schauspieler
- Gentileschi, Artemisia (* 1593), italienische Malerin des BarockArtemisia Gentileschi (* 1593)

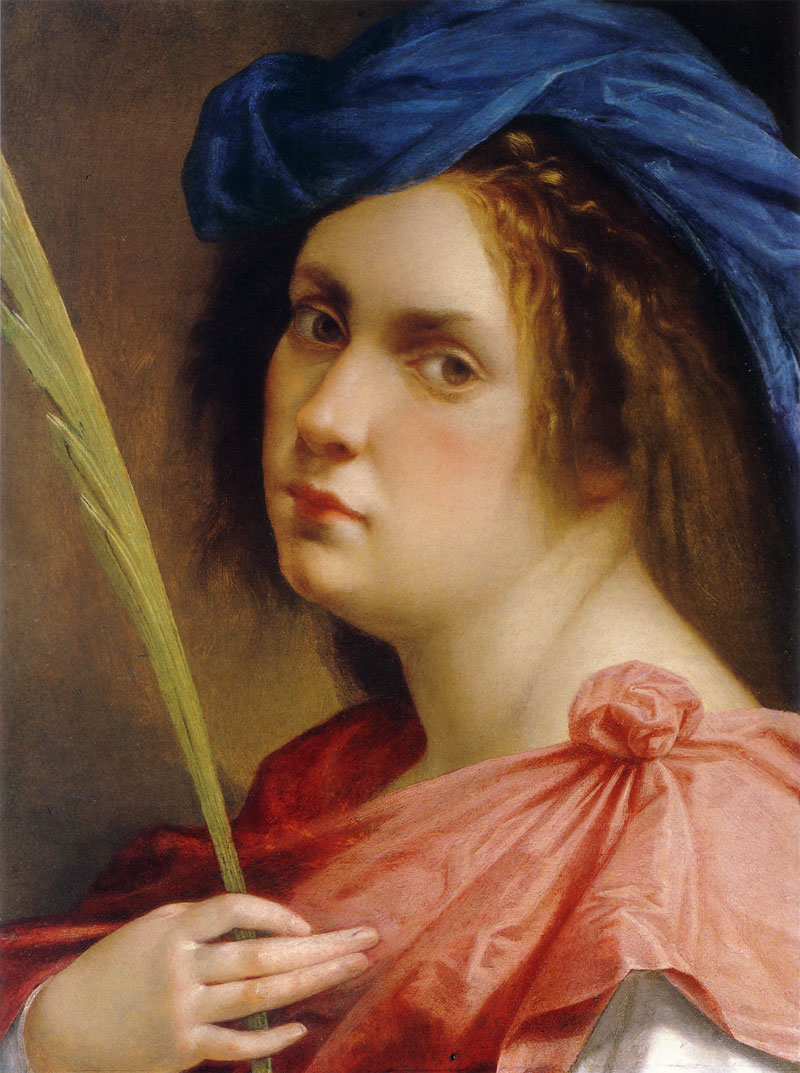
Artemisia Gentileschi (* 1593)

- Gentileschi, Orazio (1563–1639), italienischer Maler
- Gentili Tedeschi, Eugenio (1916–2005), italienischer Architekt, Designer, Lehrer und Schriftsteller
- Gentili, Alberico (1552–1608), italienischer Jurist
- Gentili, Alberto (1873–1954), italienischer Musikwissenschaftler und Komponist
- Gentili, Antonio Saverio (1681–1753), italienischer Kurienkardinal der Römischen Kirche
- Gentili, Bruno (1915–2014), italienischer Klassischer Philologe (Gräzist)
- Gentili, Bruno (* 1954), italienischer Journalist und Fußballkommentator
- Gentili, Carlo Giuseppe (1840–1916), italienischer Ordensgeistlicher und römisch-katholischer Erzbischof von Agra
- Gentili, Giacomo (* 1997), italienischer Ruderer
- Gentili, Giorgio, italienischer Violinist und Komponist des Barock
- Gentili, Giorgio (* 1928), italienischer Regieassistent
- Gentili, Mario (1913–1999), italienischer Radrennfahrer
- Gentili, Mario (* 1962), italienischer Radrennfahrer
- Gentili, Massimiliano (* 1971), italienischer Radrennfahrer
- Gentili, Matteo (* 1989), italienischer Fußballspieler
- Gentili, Scipione (1563–1616), italienischer Jurist
- Gentilini, Aldo (1911–1982), italienischer Maler und Bildhauer
- Gentilini, Francesco (1782–1856), italienischer Geistlicher, Bischof von Rimini und Kurienerzbischof
- Gentilio, Nicolás (* 1987), uruguayischer Fußballspieler
- Gentillet, Innocent († 1588), französischer Jurist und Rechtsgelehrter
- Gentilli, Olga Vittoria (1888–1957), italienische Bühnen- und Filmschauspielerin
- Gentilomo, Giacomo (1909–2001), italienischer Filmregisseur
- Gentiloni, Paolo (* 1954), italienischer Politiker (PD), Ministerpräsident ItaliensPaolo Gentiloni (* 1954)

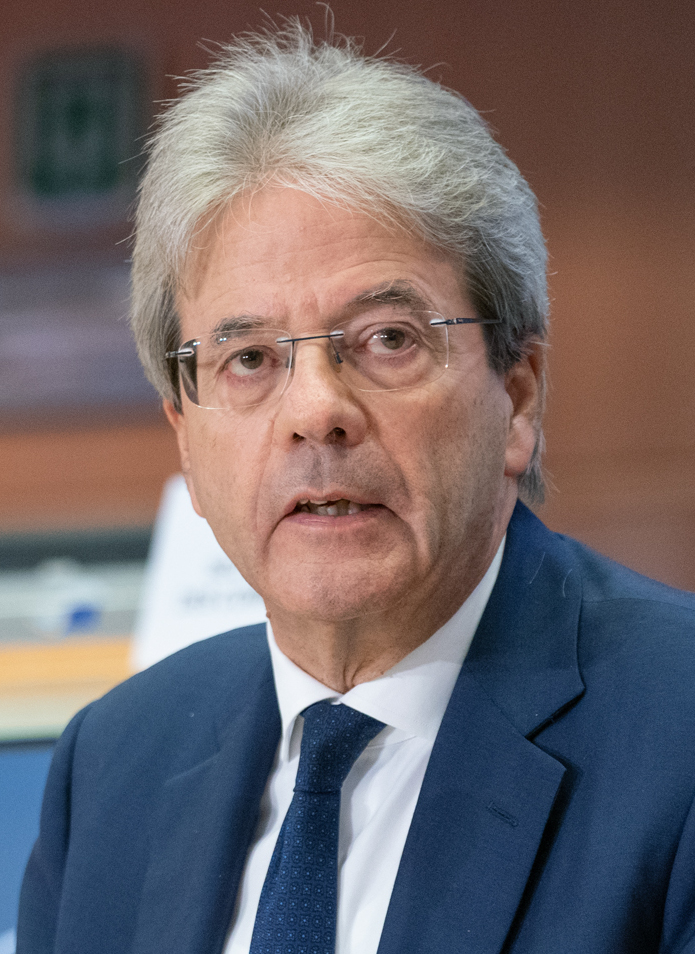
Paolo Gentiloni (* 1954)

- Gentiloni, Vincenzo Ottorino (1865–1916), italienischer Politiker
- Gentilotti zu Engelsbrunn, Johann Franz von, Salzburger Hofkanzler
- Gentilotti, Johann Benedikt (1672–1725), Gelehrter und Fürstbischof von Trient
- Gentilozzi, Paul (* 1950), US-amerikanischer Autorennfahrer und Rennstallbesitzer
- Gentils, Vic (1919–1997), belgischer Bildhauer
- Gentilucci, Armando (1939–1989), italienischer Komponist, Dirigent, Essayist und Musikkritiker
- Gentilucci, Ottorino (1910–1987), italienischer Komponist und Musikwissenschaftler
- Gentiluomo, Giovanni (1809–1866), österreichischer akademischer Maler, Opernsänger und Gesangslehrer
- Gentinetta, Katja (* 1968), Schweizer Philosophin, Kulturmanagerin, Autorin und Fernsehmoderatorin
- Gentis, Dominikus de (1696–1758), Bischof von Antwerpen
- Gentle, Ashleigh (* 1991), australische Triathletin
- Gentle, James (1904–1986), US-amerikanischer Fußball- und Hockeyspieler
- Gentle, Johnny (1936–2024), britischer Sänger
- Gentle, Mary (* 1956), britische Schriftstellerin
- Gentleman (* 1974), deutscher Reggae-SängerGentleman (* 1974)

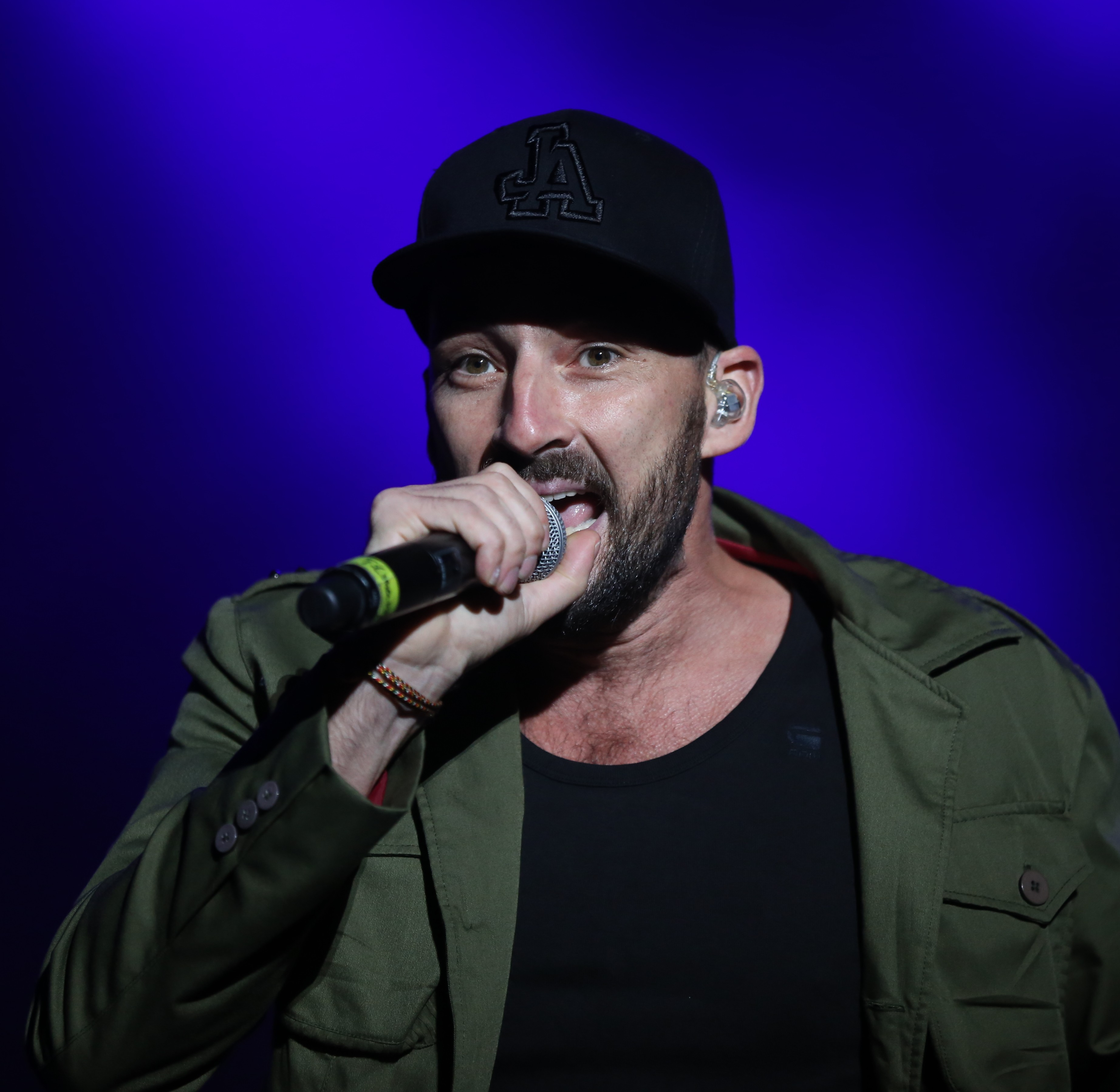
Gentleman (* 1974)

- Gentleman, Amelia (* 1972), britische Journalistin
- Gentner, Bruno (* 1920), deutscher Historiker und Geschichtsmethodiker (DDR)
- Gentner, Christian (* 1985), deutscher Fußballspieler und -funktionär
- Gentner, Dedre (* 1945), US-amerikanische Psychologin und Kognitionswissenschaftlerin
- Gentner, Fritz (1915–2002), deutscher Politiker (SPD), MdL Bayern
- Gentner, Georg (1877–1940), deutscher Saatgutforscher
- Gentner, Hans (1877–1953), bayerischer Politiker (SPD)
- Gentner, Heinrich (1818–1861), deutscher Heimatforscher, Schulinspektor und katholischer Priester
- Gentner, Karl (1876–1922), deutscher Opernsänger (Tenor)
- Gentner, Thomas (* 1988), deutscher Fußballspieler
- Gentner, Wolfgang (1906–1980), deutscher Physiker
- Gentner-Fischer, Else (1883–1943), deutsche Opernsängerin (Sopran)
- Gento, Sohn des Vandalenkönigs Geiserich und dessen Flottenführer
- Gento, Francisco (1933–2022), spanischer Fußballspieler
- Gentry, Alwyn (1945–1993), US-amerikanischer Botaniker
- Gentry, Amy, US-amerikanische Schriftstellerin
- Gentry, Antonia (* 1997), US-amerikanische SchauspielerinAntonia Gentry (* 1997)

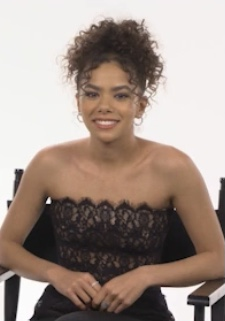
Antonia Gentry (* 1997)

- Gentry, Bobbie (* 1942), US-amerikanische Country-Musikerin
- Gentry, Brady P. (1896–1966), US-amerikanischer Politiker
- Gentry, Chuck (1911–1988), US-amerikanischer Jazzmusiker (Baritonsaxophon, auch Klarinette, Fagott)
- Gentry, Craig, US-amerikanischer Informatiker und Kryptograph
- Gentry, Francis G. (* 1942), US-amerikanischer Germanist
- Gentry, Hollis (1954–2006), US-amerikanischer Jazzmusiker
- Gentry, Howard Scott (1903–1993), US-amerikanischer Botaniker
- Gentry, Jacob (* 1977), US-amerikanischer Regisseur
- Gentry, Kenneth (1961–1997), US-amerikanischer Mörder
- Gentry, Meredith Poindexter (1809–1866), US-amerikanischer Politiker
- Gentry, Minnie (1915–1993), US-amerikanische Schauspielerin
- Gentry, Ruth (1862–1917), US-amerikanische Mathematikerin und Hochschullehrerin
- Gentsch, Bernhard (1936–2016), deutscher Historiker, Journalist und Bibliothekar
- Gentsch, Erich (1893–1944), deutscher Kommunist und Widerstandskämpfer
- Gentsch, Helmut (* 1940), deutscher Schauspieler und Hörspielsprecher
- Gentsch, Lothar (1935–2020), deutscher Fußballspieler und -trainer
- Gentsch, Michael (* 1955), deutscher Ruderer
- Gentsch, Tony (* 1984), deutscher Neonazi und Kameradschaftsaktivist und Mitglied in Rechtsrock-Bands
- Gentsch, Wilhelm (* 1865), deutscher Ingenieur
- Gentschew, Angel (* 1967), bulgarischer Gewichtheber
- Gentschew, Stanislaw (* 1981), bulgarischer Fußballspieler
- Gentschowska, Teodora (* 1971), bulgarische Politikerin (ITN), Außenministerin
- Gentvilas, Eugenijus (* 1960), litauischer Politiker und Premierminister, MdEP
- Gentvilas, Simonas (* 1984), litauischer liberaler Politiker und Seimas-Mitglied
- Genty, Jean-Claude (* 1945), französischer Radrennfahrer
- Genty, Philippe (* 1938), französischer Marionettenspieler und Bühnenillusionist
- Genty, Yann (* 1981), französischer Handballspieler
- Gentz, Aga (1912–2002), deutsche Malerin und Zeichnerin
- Gentz, Alexander (1826–1888), preußisch-deutscher Unternehmer
- Gentz, Friedrich von (1764–1832), deutsch-österreichischer Schriftsteller und PolitikerFriedrich von Gentz (1764–1832)

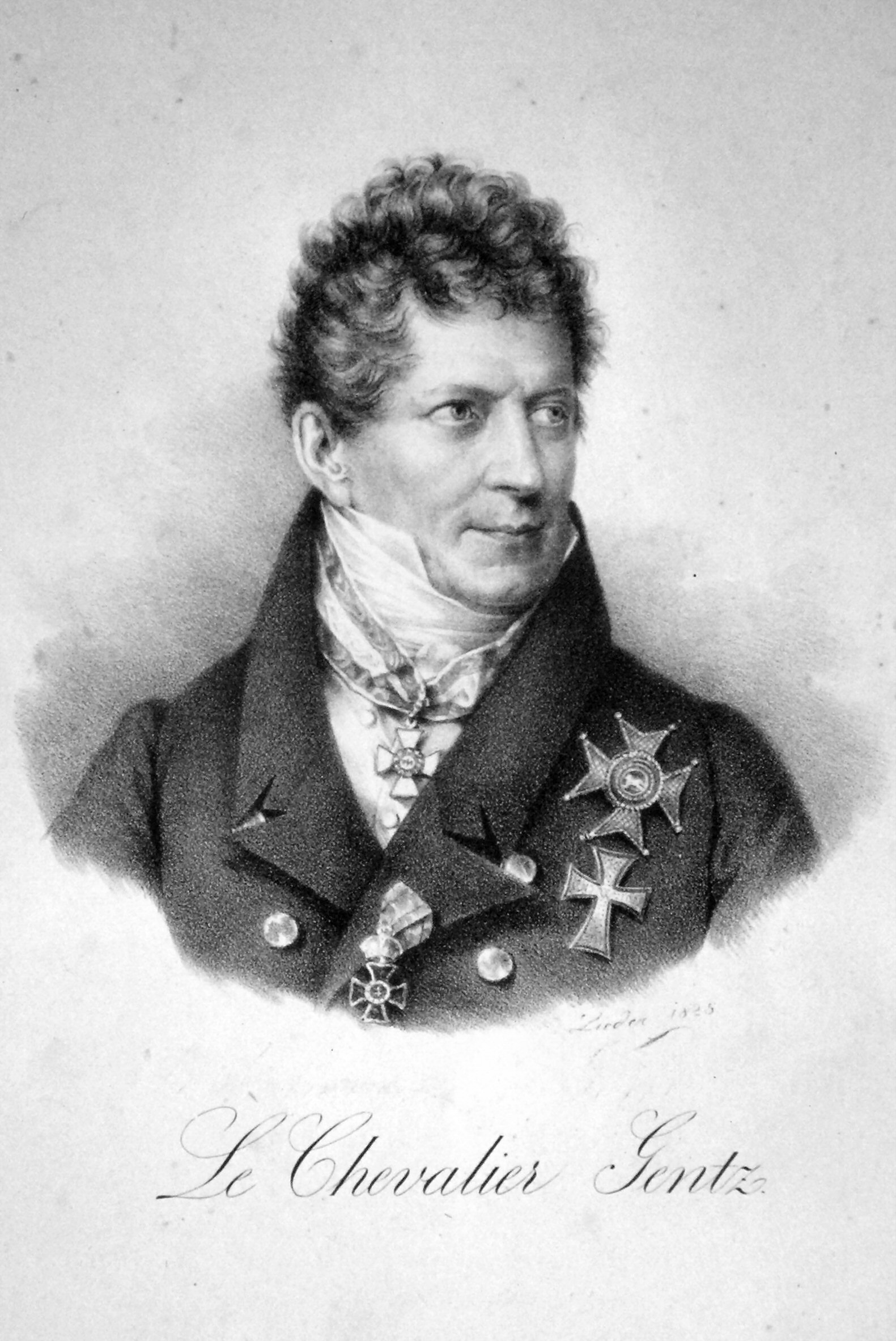
Friedrich von Gentz (1764–1832)

- Gentz, Günter (1912–1942), deutscher evangelischer Theologe
- Gentz, Heinrich (1766–1811), deutscher Architekt und preußischer Baubeamter
- Gentz, Helga (1937–2021), deutsche Filmeditorin
- Gentz, Ismael (1862–1914), deutscher Maler, Zeichner und Lithograf
- Gentz, Johann Christian (1794–1867), deutscher Unternehmer
- Gentz, Kurt (1901–1980), deutscher Journalist und Chefredakteur in der DDR
- Gentz, Manfred (* 1942), deutscher Jurist
- Gentz, Robert (* 1983), deutscher Kaufmann und ManagerRobert Gentz (* 1983)

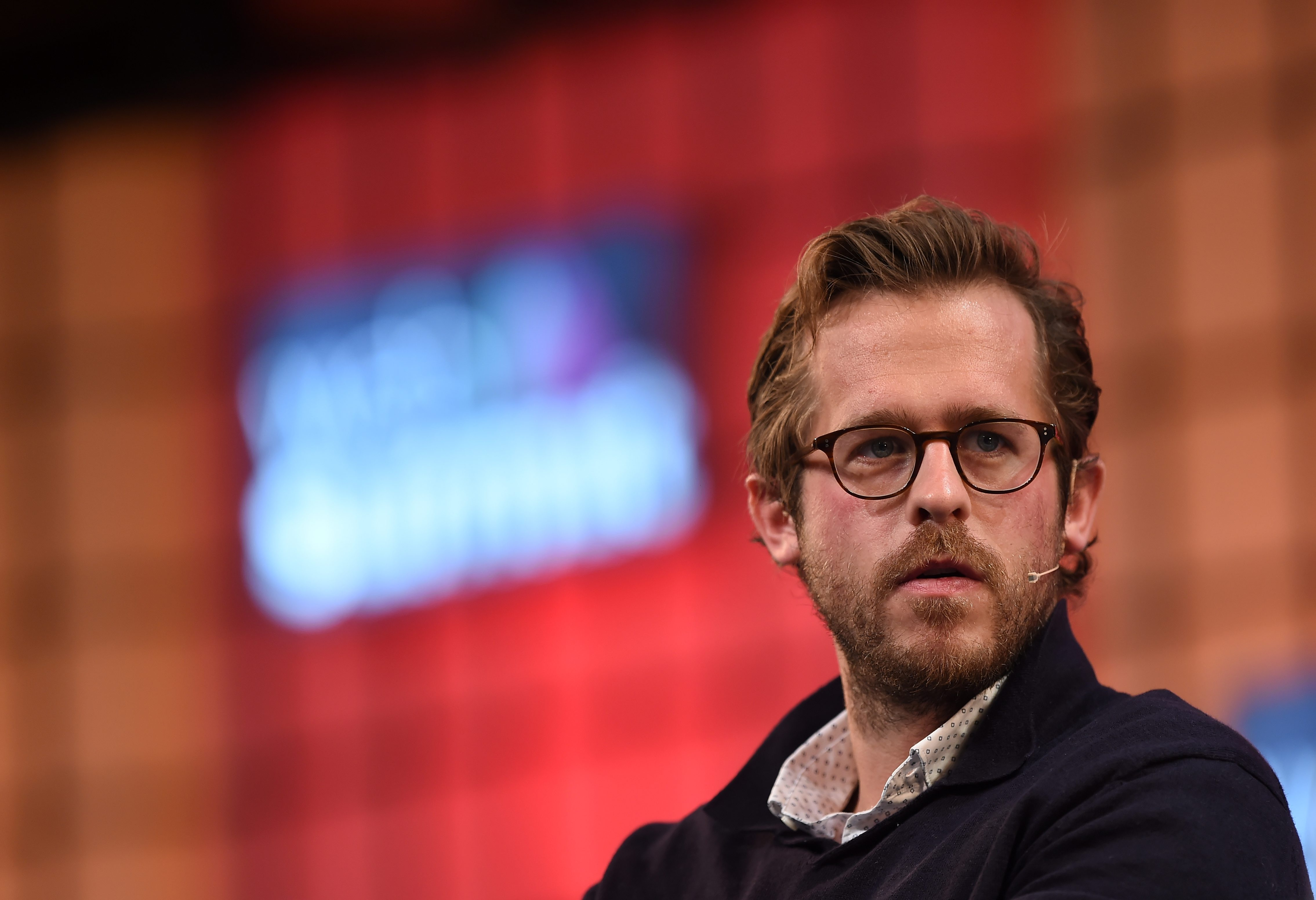
Robert Gentz (* 1983)

- Gentz, Rolf (* 1939), deutscher Maler und Bildhauer
- Gentz, Walter (1907–1967), deutscher Jurist und Verwaltungsbeamter
- Gentz, Wilhelm (1822–1890), deutscher Maler
- Gentz-Werner, Petra (* 1951), deutsche Biochemikerin, Wissenschaftshistorikerin und Autorin
- Gentzel, Heiko (* 1960), deutscher Politiker (SPD), MdL
- Gentzel, Inga (1908–1991), schwedische Leichtathletin
- Gentzel, Peter (* 1968), schwedischer Handballtorhüter
- Gentzen, Felix-Heinrich (1914–1969), deutscher Historiker
- Gentzen, Gerhard (1909–1945), deutscher MathematikerGerhard Gentzen (1909–1945)

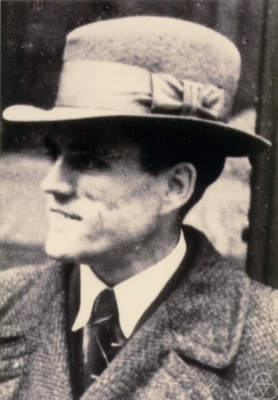
Gerhard Gentzen (1909–1945)

- Gentzen, Horst (1930–1985), deutscher Schauspieler und Synchronsprecher
- Gentzen, Johann Friedrich (1796–1871), deutscher Theologe, Burschenschafter und Bibliothekar
- Gentzen, Max (1880–1950), deutscher Arzt in Königsberg (Preußen)
- Gentzkow, Alexander von (1841–1910), preußischer Generalmajor
- Gentzkow, Johann Adolf Friedrich von (1731–1782), deutscher Schriftsteller
- Gentzkow, Karl August Wilhelm von (1729–1797), preußischer Generalmajor, Ritter des Orden Pour le Mérite
- Gentzkow, Liane von (* 1888), deutsche Autorin
- Gentzkow, Matthew (* 1975), amerikanischer Wirtschaftswissenschaftler
- Gentzkow, Nikolaus (1502–1576), deutscher Bürgermeister und Chronist
- Gentzmer, Angela (1929–2024), deutsche Autorin und Textdichterin
- Gentzsch, Carl Heinrich (1735–1805), Hofgärtner in Weimar
- Gentzsch, Johann Christoph Carl († 1811), deutscher Gartenkondukteur
- Gentzsch, Johann David († 1739), Hofgärtner auf Belvedere bei Weimar
- Gentzsch, Johann Ernst († 1780), Hofgärtner
- Gentzsch, Tom (* 2003), deutscher Tennisspieler

### Genu
- Genuardi, Luigi (1882–1935), italienischer Jurist, Gelehrter und Rechtswissenschaftshistoriker
- Genucchi, Giovanni (1904–1979), Schweizer Bildhauer und Zeichenlehrer
- Genucius Augurinus, Gnaeus († 396 v. Chr.), römischer Konsulartribun
- Genucius Aventinensis, Lucius, römischer Konsul 303 v. Chr.
- Genucius Clepsina, Gaius, römischer Konsul 276 und 270 v. Chr.
- Genucius Clepsina, Lucius, römischer Konsul 271 v. Chr.
- Genugten, Willem van (* 1950), niederländischer Rechtswissenschaftler und Hochschullehrer
- Genuin, Magda (* 1979), italienische Skilangläuferin
- Genuin, Roberto (* 1961), italienischer Ordenspriester, Generalminister der Kapuziner
- Genuit, Klaus (* 1952), deutscher Akustiker und Honorarprofessor für Psychoakustik und Sound Engineering an der RWTH Aachen
- Genuit, Werner (1937–1997), deutscher Pianist
- Genung, Edwin (1908–1986), US-amerikanischer Mittelstreckenläufer
- Genus, James (* 1966), US-amerikanischer Jazz-Bassist
- Genuth, León (1931–2022), argentinischer Ringer

### Genv
- Genval, Ernest (1884–1945), belgischer Bühnenschauspieler, Sänger sowie Werbe- und Dokumentarfilmer

### Geny
- Gény, François (1861–1959), französischer Rechtsgelehrter
- Gen’yū, Sōkyū (* 1956), japanischer Schriftsteller und buddhistischer Priester

### Genz
- Genz, André (* 1983), deutscher Handballspieler
- Genz, Bodo (* 1973), deutscher Gleitschirmpilot
- Genz, Christoph (* 1971), deutscher Opernsänger (Tenor)
- Genz, Fredrik (* 1997), deutscher Handballspieler
- Genz, Gerhard (1906–1980), deutscher Heimatforscher
- Genz, Henning (1938–2006), deutscher theoretischer Elementarteilchenphysiker und Physik-Autor
- Genz, Henrik Ruben (* 1959), dänischer Filmregisseur
- Genz, Hubert (* 1949), deutscher Fußballspieler und Trainer
- Genz, Michael (* 1975), deutscher Sommerbiathlet
- Genz, Sílvia Beatrice (* 1956), brasilianische Kirchenpräsidentin der Evangelischen Kirche Lutherischen Bekenntnisses
- Genz, Stephan (* 1973), deutscher Lieder- und Opernsänger (Bariton)
- Genze, Alexander (* 1971), deutscher Eishockeyspieler
- Genze, Hannes (* 1981), deutscher Mountainbiker
- Genzel, Carrie (* 1971), kanadische Schauspielerin
- Genzel, Christian (* 1978), deutscher Filmemacher, Filmjournalist und Podcaster
- Genzel, Ludwig (1922–2003), deutscher Physiker
- Genzel, Reinhard (* 1952), deutscher Astrophysiker
- Genzel-Boroviczeny, Orsolya (* 1953), deutsche Ärztin und Hochschullehrerin
- Genzelis, Bronislovas (1934–2023), litauischer Politiker und Philosoph
- Genzen, Albert (1868–1940), deutscher Politiker (SPD)
- Genzke, Carl (1801–1879), deutscher Veterinär, Humanmediziner und Parlamentarier
- Genzken, Carl (1784–1858), deutscher evangelisch-lutherischer Geistlicher und Dompropst am Ratzeburger Dom
- Genzken, Ernst (1811–1882), deutscher evangelisch-lutherischer Geistlicher und Autor
- Genzken, Friedrich (1817–1875), deutscher Jurist, Mitglied der Frankfurter Nationalversammlung
- Genzken, Isa (* 1948), deutsche Künstlerin
- Genzken, Karl (1885–1957), Chef des Sanitätsamtes der Waffen-SS, Angeklagter im Nürnberger Ärzteprozess
- Genzkow, Carolyn (* 1992), deutsche SchauspielerinCarolyn Genzkow (* 1992)

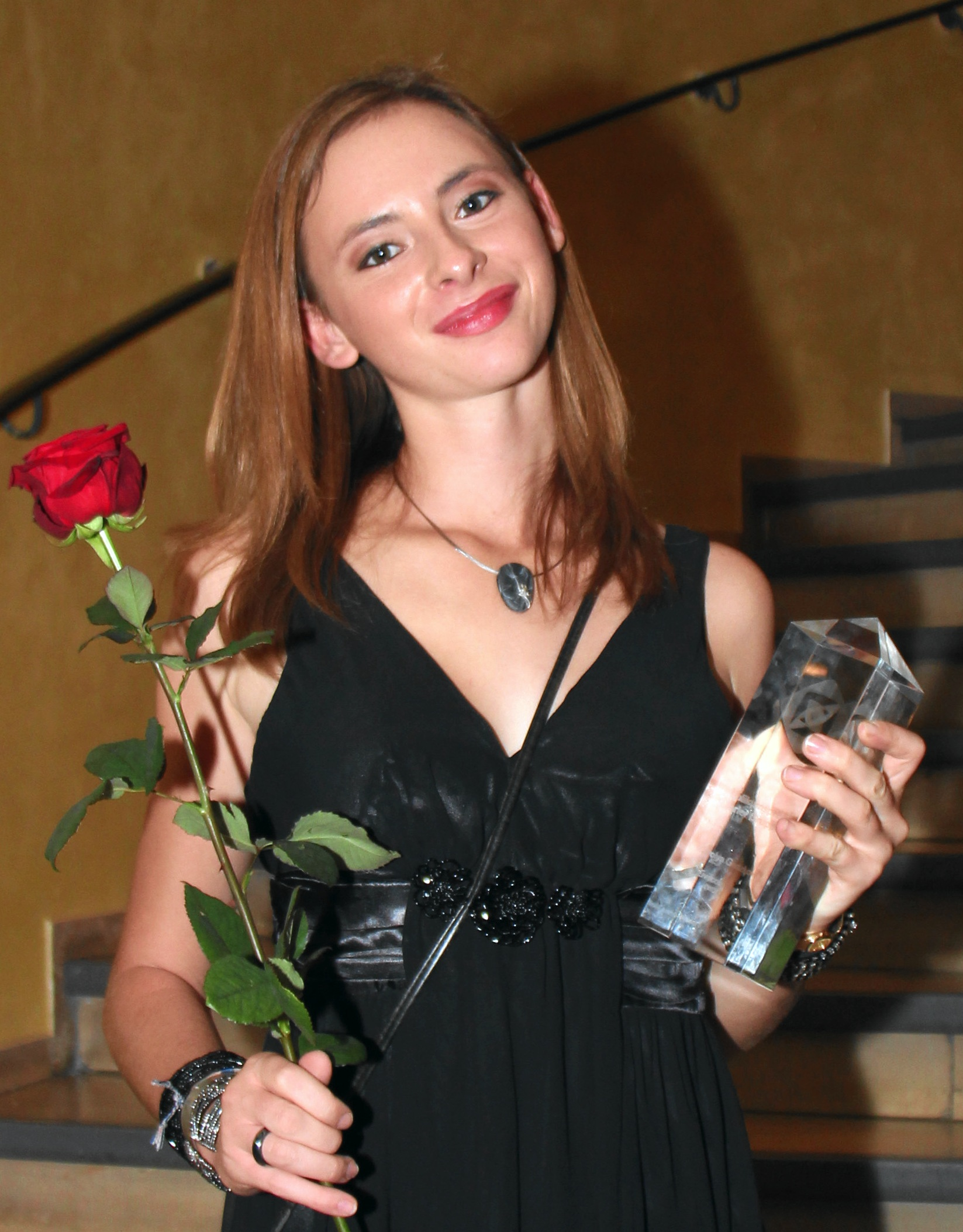
Carolyn Genzkow (* 1992)

- Genzler, Ulrich (* 1956), deutscher Verleger
- Genzlinger, Neil (* 1954), US-amerikanischer Filmkritiker und Journalist
- Genzmer, Alfred (1851–1912), deutscher Chirurg und Hochschullehrer
- Genzmer, Berthold (1858–1927), deutscher Genre- und Landschaftsmaler
- Genzmer, Erich (1893–1970), deutscher Historiker
- Genzmer, Ewald (1856–1932), deutscher Städtebauer und Hochschullehrer
- Genzmer, Felix (1856–1929), deutscher Architekt, Baubeamter und Hochschullehrer
- Genzmer, Felix (1878–1959), deutscher Jurist, Skandinavist und Germanist
- Genzmer, Gottlob Burchard (1716–1771), deutscher lutherischer Theologe, Prinzenerzieher und Naturforscher
- Genzmer, Harald (1909–2007), deutscher Komponist
- Genzmer, Herbert (* 1952), deutscher Sprachwissenschaftler, Schriftsteller und Übersetzer
- Genzmer, Hertha (1896–1971), deutsche Schauspielerin, Rezitatorin und die Gründerin der Schauspielschule Genzmer
- Genzmer, Stephan (1849–1927), deutscher Verwaltungsjurist und Richter in Preußen
- Genzmer, Walther (1890–1983), deutscher Architekt und Denkmalpfleger
- Genzow, Jochen (1915–1989), deutscher Berufsoffizier und Filmproduzent
- Genzsch, Lotte (1907–2003), deutsche Fotografin